# Margaret Court
Margaret Court   (Albury, 16 de juliol de 1942) AO, MBE, també coneguda com a Margaret Smith Court, és una tenista professional retirada australiana número 1 mundial. Els seus títols es divideixen entre l'Era Open i l'etapa amateur.
En tennis va acumular 24 títols individuals de Grand Slam en la seva carrera, més que cap altra jugadora a la història, i se la considera una de les grans tennistes de tota la història. Va esdevenir la primera tenista de l'Era Open, només darrera de Maureen Connolly, en guanyar els quatre Grand Slams individuals en un mateix any natural. A banda també va guanyar 19 títols de Grand Slam en dobles femenins i 21 més en dobles mixts, un total de 64 títols de Grand Slam. És una dels tres tennistes que ha completat el "Grand Slam Boxed Set" que consisteix en guanyar tots els títols de Grand Slam (individuals, dobles i dobles mixts), però és l'única que ho ha completat en dues ocasions. Destaca el seu rendiment en l'Open d'Austràlia, on va guanyar onze títols individuals i va establir el rècord que més títols en un sol torneig, però aquest registre fou superat l'any 2019 per Rafael Nadal que va guanyar dotze títols de Roland Garros.
Tot i que va créixer com a catòlica, des del 1991 és ministra de l'Església Pentecostal Cristiana a Perth (Austràlia). És molt crítica amb el col·lectiu LGBTIQ, i sovint en fa declaracions en contra.

## Biografia
Filla de Lawrence Smith i Catherine Beaufort, era la petita de quatre germans: Kevin, Vincent i June Shanahan. Tot i ser esquerrana, va aprendre a jugar amb la mà dreta. Es va casar amb Barry Court l'any 1967, fill de Charles Court, que fou Premier of Western Australia. El matrimoni va tenir quatre fills, els tres primers mentre era en actiu i va retornar al circuit amb èxit després de la maternitat.
El gener de 2003, el complex Melbourne Park on es disputa l'Open d'Austràlia va reanomenar la pista 1 «Margaret Court Arena», la segona pista en importància del complex. Tanmateix, degut a les seves declaracions contra el col·lectiu LGBT, diverses associacions i tennistes han demanat el canvi de nom.
Va créixer en una família catòlica romana però a mitjans de la dècada del 1970 es va començar a interessar per l'Església Pentecostal Cristiana. L'any 1991 fou ordenada Ministra Pentecostal independent i va fundar el Ministeri Margaret Court, i el 1995 va fundar l'església pentecostal Victory Life Centre a Perth. També té un xou televisiu titulat A Life of Victory els diumenges en el Australian Christian Channel. Pel seu rol com a ministre religiós, la seva doctrina bíblica va en contra dels drets de la comunitat LGBT i dels casaments entre homosexuals a Austràlia. Per aquest motiu ha tingut diversos enfrontaments contra les tennistes homosexuals Billie Jean King, Rennae Stubbs i Martina Navrátilová.
El seu personatge apareix en la pel·lícula Battle of the Sexes (2017) interpretada per Jessica McNamee.

## Torneigs de Grand Slam

### Individual: 29 (24−5)[1][10]
| Resultat   | Núm. | Any  | Torneig                      | Oponent                 | Marcador            |
| ---------- | ---- | ---- | ---------------------------- | ----------------------- | ------------------- |
| Guanyadora | 1.   | 1960 | Australian Championships     | Jan Lehane              | 7−5, 6−2            |
| Guanyadora | 2.   | 1961 | Australian Championships (2) | Jan Lehane              | 6−1, 6−4            |
| Guanyadora | 3.   | 1962 | Australian Championships (3) | Jan Lehane              | 6−0, 6−2            |
| Guanyadora | 4.   | 1962 | Internationaux de France     | Lesley Turner Bowrey    | 6−3, 3−6, 7−5       |
| Guanyadora | 5.   | 1962 | US Championships             | Darlene Hard            | 9−7, 6−4            |
| Guanyadora | 6.   | 1963 | Australian Championships (4) | Jan Lehane              | 6−2, 6−2            |
| Guanyadora | 7.   | 1963 | Wimbledon                    | Billie Jean Moffitt     | 6−3, 6−4            |
| Finalista  | 1.   | 1963 | US Championships             | Maria Bueno             | 5−7, 4−6            |
| Guanyadora | 8.   | 1964 | Australian Championships (5) | Lesley Turner Bowrey    | 6−3, 6−2            |
| Finalista  | 2.   | 1964 | Wimbledon                    | Maria Bueno             | 4−6, 9−7, 3−6       |
| Guanyadora | 9.   | 1964 | Internationaux de France (2) | Maria Bueno             | 5−7, 6−1, 6−2       |
| Guanyadora | 10.  | 1965 | Australian Championships (6) | Maria Bueno             | 5−7, 6−4, 5−2, ret. |
| Finalista  | 3.   | 1965 | Internationaux de France     | Lesley Turner Bowrey    | 3−6, 4−6            |
| Guanyadora | 11.  | 1965 | Wimbledon (2)                | Maria Bueno             | 6−4, 7−5            |
| Guanyadora | 12.  | 1965 | US Championships (2)         | Billie Jean Moffitt     | 8−6, 7−5            |
| Guanyadora | 13.  | 1966 | Australian Championships (7) | Nancy Richey            | Renúncia            |
| Finalista  | 4.   | 1968 | Australian Championships     | Billie Jean King        | 1−6, 2−6            |
| Guanyadora | 14.  | 1969 | Open d'Austràlia (8)         | Billie Jean King        | 6−4, 6−1            |
| Guanyadora | 15.  | 1969 | Roland Garros (3)            | Ann Haydon-Jones        | 6−1, 4−6, 6−3       |
| Guanyadora | 16.  | 1969 | US Open (3)                  | Nancy Richey            | 6−2, 6−2            |
| Guanyadora | 17.  | 1970 | Open d'Austràlia (9)         | Kerry Melville Reid     | 6−1, 6−3            |
| Guanyadora | 18.  | 1970 | Roland Garros (4)            | Helga Niessen Masthoff  | 6−2, 6−4            |
| Guanyadora | 19.  | 1970 | Wimbledon (3)                | Billie Jean King        | 14−12, 11−9         |
| Guanyadora | 20.  | 1970 | US Open (4)                  | Rosemary Casals         | 6−2, 2−6, 6−1       |
| Guanyadora | 21.  | 1971 | Open d'Austràlia (10)        | Evonne Goolagong Cawley | 2−6, 7−6, 7−5       |
| Finalista  | 5.   | 1971 | Wimbledon (2)                | Evonne Goolagong Cawley | 4−6, 2−6            |
| Guanyadora | 22.  | 1973 | Open d'Austràlia (11)        | Evonne Goolagong Cawley | 6−4, 7−5            |
| Guanyadora | 23.  | 1973 | Roland Garros (5)            | Chris Evert             | 6−7, 7−6, 6−4       |
| Guanyadora | 24.  | 1973 | US Open (5)                  | Evonne Goolagong Cawley | 7−6, 5−7, 6−2       |

### Dobles femenins: 33 (19−14)[1]
| Resultat   | Núm. | Any  | Torneig                      | Parella                   | Oponents                                       | Marcador       |
| ---------- | ---- | ---- | ---------------------------- | ------------------------- | ---------------------------------------------- | -------------- |
| Finalista  | 1.   | 1960 | Australian Championships     | Lorraine Coghlan Robinson | Maria Bueno Christine Truman Janes             | 2−6, 7−5, 2−6  |
| Guanyadora | 1.   | 1961 | Australian Championships     | Mary Carter Reitano       | Mary Bevis Hawton Jan Lehane                   | 6−4, 3−6, 7−5  |
| Finalista  | 2.   | 1961 | Wimbledon                    | Jan Lehane                | Billie Jean Moffitt Karen Hantze Susman        | 3−6, 4−6       |
| Guanyadora | 2.   | 1962 | Australian Championships (2) | Robyn Ebbern              | Darlene Hard Mary Carter Reitano               | 6−4, 6−4       |
| Finalista  | 3.   | 1962 | Internationaux de France     | Justina Bricka            | Sandra Reynolds Price Renee Schuurman Haygarth | 4−6, 4−6       |
| Guanyadora | 3.   | 1963 | Australian Championships (3) | Robyn Ebbern              | Jan Lehane Lesley Turner Bowrey                | 6−1, 6−3       |
| Finalista  | 4.   | 1963 | Internationaux de France (2) | Robyn Ebbern              | Ann Haydon-Jones Renee Schuurman Haygarth      | 5−7, 4−6       |
| Finalista  | 5.   | 1963 | Wimbledon (2)                | Robyn Ebbern              | Maria Bueno Darlene Hard                       | 6−8, 7−9       |
| Guanyadora | 4.   | 1963 | US Championships             | Robyn Ebbern              | Maria Bueno Darlene Hard                       | 4−6, 10−8, 6−3 |
| Finalista  | 6.   | 1964 | Australian Championships (2) | Robyn Ebbern              | Judy Tegart Dalton Lesley Turner Bowrey        | 4−6, 4−6       |
| Guanyadora | 5.   | 1964 | Internationaux de France     | Lesley Turner Bowrey      | Norma Baylon Helga Schultze                    | 6−3, 6−1       |
| Guanyadora | 6.   | 1964 | Wimbledon                    | Lesley Turner Bowrey      | Billie Jean Moffitt Karen Hantze Susman        | 7−5, 6−2       |
| Finalista  | 7.   | 1964 | US Championships             | Lesley Turner Bowrey      | Billie Jean Moffitt Karen Hantze Susman        | 6−3, 2−6, 4−6  |
| Guanyadora | 7.   | 1965 | Australian Championships (4) | Lesley Turner Bowrey      | Robyn Ebbern Billie Jean Moffitt               | 1−6, 6−2, 6−3  |
| Guanyadora | 8.   | 1965 | Internationaux de France (2) | Lesley Turner Bowrey      | Françoise Dürr Janine Lieffrig                 | 6−3, 6−1       |
| Finalista  | 8.   | 1966 | Australian Championships (3) | Lesley Turner Bowrey      | Carole Caldwell Graebner Nancy Richey          | 4−6, 5−7       |
| Guanyadora | 9.   | 1966 | Internationaux de France (3) | Judy Tegart Dalton        | Jill Blackman Fay Toyne                        | 4−6, 6−1, 6−1  |
| Finalista  | 9.   | 1966 | Wimbledon (3)                | Judy Tegart Dalton        | Maria Bueno Nancy Richey                       | 3−6, 6−4, 4−6  |
| Guanyadora | 10.  | 1968 | US Open (2)                  | Maria Bueno               | Billie Jean King Rosemary Casals               | 4−6, 9−7, 8−6  |
| Guanyadora | 11.  | 1969 | Open d'Austràlia (5)         | Judy Tegart Dalton        | Billie Jean King Rosemary Casals               | 6−4, 6−4       |
| Finalista  | 10.  | 1969 | Roland Garros (3)            | Nancy Richey              | Ann Haydon-Jones Françoise Dürr                | 0−6, 6−4, 5−7  |
| Guanyadora | 12.  | 1969 | Wimbledon (2)                | Judy Tegart Dalton        | Patricia Hogan Peggy Michel                    | 9−7, 6−2       |
| Finalista  | 11.  | 1969 | US Open (2)                  | Virginia Wade             | Françoise Dürr Darlene Hard                    | 6−0, 4−6, 4−6  |
| Guanyadora | 13.  | 1970 | Open d'Austràlia (6)         | Judy Tegart Dalton        | Karen Krantzcke Kerry Melville Reid            | 6−3, 6−1       |
| Guanyadora | 14.  | 1970 | US Open (3)                  | Judy Tegart Dalton        | Rosemary Casals Virginia Wade                  | 6−3, 6−4       |
| Guanyadora | 15.  | 1971 | Open d'Austràlia (7)         | Evonne Goolagong Cawley   | Jill Emmerson Lesley Hunt                      | 6−0, 6−0       |
| Finalista  | 12.  | 1971 | Wimbledon (4)                | Evonne Goolagong Cawley   | Billie Jean King Rosemary Casals               | 3−6, 2−6       |
| Finalista  | 13.  | 1972 | US Open (3)                  | Virginia Wade             | Françoise Dürr Betty Stöve                     | 3−6, 6−1, 3−6  |
| Guanyadora | 16.  | 1973 | Open d'Austràlia (8)         | Virginia Wade             | Kerry Harris Kerry Melville Reid               | 6−4, 6−4       |
| Guanyadora | 17.  | 1973 | US Open (4)                  | Virginia Wade             | Billie Jean King Rosemary Casals               | 3−6, 6−3, 7−5  |
| Guanyadora | 18.  | 1973 | Roland Garros (4)            | Virginia Wade             | Françoise Dürr Betty Stöve                     | 6−2, 6−3       |
| Finalista  | 14.  | 1975 | Open d'Austràlia (4)         | Olga Morozova             | Evonne Goolagong Cawley Peggy Michel           | 6−7, 6−7       |
| Guanyadora | 19.  | 1975 | US Open (5)                  | Virginia Wade             | Billie Jean King Rosemary Casals               | 7−5, 2−6, 7−6  |

### Dobles mixts: 25 (21−4)
| Resultat   | Núm. | Any  | Torneig                      | Parella       | Oponents                                 | Marcador                            |
| ---------- | ---- | ---- | ---------------------------- | ------------- | ---------------------------------------- | ----------------------------------- |
| Guanyadora | 1.   | 1961 | US Championships             | Bob Mark      | Darlene Hard Dennis Ralston              | Renúncia                            |
| Guanyadora | 2.   | 1962 | US Championships (2)         | Fred Stolle   | Lesley Turner Bowrey Frank Froehling III | 7−5, 6−2                            |
| Guanyadora | 3.   | 1963 | Australian Championships     | Ken Fletcher  | Lesley Turner Bowrey Fred Stolle         | 6−4, 6−4                            |
| Guanyadora | 4.   | 1963 | Internationaux de France     | Ken Fletcher  | Lesley Turner Bowrey Fred Stolle         | 6−1, 6−2                            |
| Guanyadora | 5.   | 1963 | Wimbledon                    | Ken Fletcher  | Darlene Hard Bob Hewitt                  | 11−9, 6−4                           |
| Guanyadora | 6.   | 1963 | US Championships (3)         | Ken Fletcher  | Judy Tegart Dalton Ed Rubinoff           | 3−6, 8−6, 6−2                       |
| Guanyadora | 7.   | 1964 | Australian Championships (2) | Ken Fletcher  | Jan Lehane Mike Sangster                 | 6−4, 6−4                            |
| Guanyadora | 8.   | 1964 | Internationaux de France (2) | Ken Fletcher  | Lesley Turner Bowrey Fred Stolle         | 6−3, 4−6, 8−6                       |
| Finalista  | 1.   | 1964 | Wimbledon                    | Ken Fletcher  | Lesley Turner Bowrey Fred Stolle         | 4−6, 4−6                            |
| Guanyadora | 9.   | 1964 | US Championships (4)         | John Newcombe | Judy Tegart Dalton Ed Rubinoff           | 10−8, 4−6, 6−3                      |
| Guanyadora | 10.  | 1965 | Australian Championships (3) | John Newcombe | Robyn Ebbern Owen Davidson               | Final no disputada, títol compartit |
| Guanyadora | 11.  | 1965 | Internationaux de France (3) | Ken Fletcher  | Maria Bueno John Newcombe                | 6−4, 6−4                            |
| Guanyadora | 12.  | 1965 | Wimbledon (2)                | Ken Fletcher  | Judy Tegart Dalton Tony Roche            | 12−10, 6−3                          |
| Guanyadora | 13.  | 1965 | US Championships (5)         | Fred Stolle   | Judy Tegart Dalton Frank Froehling III   | 6−2, 6−2                            |
| Guanyadora | 14.  | 1966 | Wimbledon (3)                | Ken Fletcher  | Billie Jean King Dennis Ralston          | 4−6, 6−3, 6−3                       |
| Finalista  | 2.   | 1968 | Australian Championships     | Allan Stone   | Billie Jean King Dick Crealy             | Renúncia                            |
| Guanyadora | 15.  | 1968 | Wimbledon (4)                | Ken Fletcher  | Olga Morozova Alex Metreveli             | 6−1, 14−12                          |
| Guanyadora | 16.  | 1969 | Open d'Austràlia (4)         | Marty Riessen | Ann Haydon-Jones Fred Stolle             | Final no disputada, títol compartit |
| Guanyadora | 17.  | 1969 | Roland Garros (4)            | Marty Riessen | Françoise Dürr Jean Claude Barclay       | 6−3, 6−2                            |
| Guanyadora | 18.  | 1969 | US Open (6)                  | Marty Riessen | Françoise Dürr Dennis Ralston            | 7−5, 6−3                            |
| Guanyadora | 19.  | 1970 | US Open (7)                  | Marty Riessen | Judy Tegart Dalton Frew McMillan         | 6−4, 6−4                            |
| Finalista  | 3.   | 1971 | Wimbledon (2)                | Marty Riessen | Billie Jean King Owen Davidson           | 6−3, 2−6, 13−15                     |
| Guanyadora | 20.  | 1972 | US Open (8)                  | Marty Riessen | Rosemary Casals Ilie Năstase             | 6−3, 7−5                            |
| Finalista  | 4.   | 1973 | US Open                      | Marty Riessen | Billie Jean King Owen Davidson           | 3−6, 6−3, 6−7                       |
| Guanyadora | 21.  | 1975 | Wimbledon (5)                | Marty Riessen | Betty Stöve Allan Stone                  | 6−4, 7−5                            |

## Carrera esportiva
Va començar a jugar amb vuit anys i va aconseguir el primer títol de Grand Slam amb divuit. Va esdevenir la primera tennista australiana en guanyar un títol de Grand Slam fora del seu país quan el 1962 va guanyar a França i els Estats Units. Es va retirar temporalment després de disputar Wimbledon de 1966, i va aprofitar per casar-se amb Barry Court. Va tornar al circuit el 1968, i el 1970 va completar el Grand Slam pur en guanyar tots quatre títols de Grand Slam el mateix any. L'any següent va cedir la final de Wimbledon davant Evonne Goolagong Cawley quan ja estava embarassada del seu primer fill, Daniel, que va néixer al març de 1972. Només va estar apartada del circuit mig any i va tornar per disputar el US Open. La seva fill Marika va néixer el 1974 i va tornar a jugar abans de finalitzar l'any. Posteriorment es va perdre el 1976 per estar embarassada del tercer fill, i va tornar al circuit a principis de 1977, però pocs mesos després es va retirar definitivament quan es va assabentar que estava embarassada per quarta ocasió.
És una de les tres tennistes que ha completat el «boxed set» de Grand Slams, és a dir, ha guanyat les dotze proves de Grand Slam que es disputen, els tres esdeveniments dels quatre torneigs de Grand Slam (individual, dobles i dobles mixts). Aquesta fita la comparteix amb Doris Hart i Martina Navrátilová, però Court és l'única que ho ha aconseguit en dues ocasions, una durant l'era amateur i una altra en l'Era Open.
El seu domini durant la dècada del 1960 i principis del 1970 fou aclaparador. Durant la seva trajectòria va disputar 47 torneigs de Grand Slam en categoria individualment, en 29 va disputar la final, en 36 les semifinals i en 43 els quarts de final. En la darrera etapa entre 1969 i 1973 va guanyar 11 dels 16 torneigs de Grand Slam que va disputar. Va guanyar 62 finals de les 85 finals de Grand Slam que va disputar amb un percentatge total 72,9% de victòries (82,8% individual, 57,6% en dobles femenins i 82,6% en dobles mixts). Va realitzar el Grand Slam pur individual (1970) i en dobles mixts (1963, 1965).
El rànquing femení no es va instaurar fins a l'any 1975, quan Court ja estava pràcticament retirada, de forma que oficialment no va ser número 1 del rànquing. Segons una recopilació de rànquings realitzat per Daily Telegraph entre els anys 1914 i 1972, Court hagués estat número 1 del rànquing individual a final de temporada en sis anys (1962, 1963, 1964, 1965, 1969 i 1970).
Court va ser instada pel tennista masculí Bobby Riggs, de 55 anys, per disputar l'anomenada «Batalla dels Sexes» per enfrontar un tennista masculí i una tennista femenina. Aquest partit es va disputar el 13 de maig de 1973 a Ramona, però Court no es va prendre seriosament el partit ja que simplement era d'exhibició. Quatre mesos després es va repetir l'enfrontament però amb Billie Jean King al Houston Astrodome, però ella si que es va prendre el partit seriosament perquè estava molt compromesa en la lluita pels drets de les dones.

## Palmarès

### Individual: 232 (191−41)
| Títols per superfície |
| --------------------- |
| Dura (18−4)           |
| Gespa (105−16)        |
| Terra batuda (51−13)  |
| Moqueta (16−7)        |

| Resultat   | Núm. | Data                   | Torneig                              | Superfície       | Oponent                | Marcador                                         |
| ---------- | ---- | ---------------------- | ------------------------------------ | ---------------- | ---------------------- | ------------------------------------------------ |
| Finalista  | 1.   | 11 d'octubre de 1959   | Glen Iris, Austràlia                 | Gespa            | Lorraine Coghlan       | 2−6, 1−6                                         |
| Guanyadora | 1.   | 22 de gener de 1960    | Australian Championships, Austràlia  | Gespa            | Jan Lehane             | 7−5, 6−2                                         |
| Finalista  | 2.   | 9 de febrer de 1960    | Auckland, Nova Zelanda               | Gespa            | Ruia Morrison          | 4−6, 1−6                                         |
| Finalista  | 3.   | 17 de març de 1960     | Bathurst, Austràlia                  | Terra batuda     | Lesley Turner          | 2−6, 5−7                                         |
| Guanyadora | 2.   | 6 de juny de 1960      | Melbourne, Austràlia                 | Terra batuda     | Beverley Rae           | 6−3, 6−8, 6−3                                    |
| Guanyadora | 3.   | 19 d'octubre de 1960   | Brisbane, Austràlia                  | Terra batuda     | Val Wicks              | 4−6, 6−1, 6−1                                    |
| Guanyadora | 4.   | 28 d'octubre de 1960   | Brisbane, Austràlia                  | Gespa            | Lesley Turner          | 10−8, 6−1                                        |
| Finalista  | 4.   | 9 de novembre de 1960  | Sydney, Austràlia                    | Gespa            | Jan Lehane             | 1−6, 3−6                                         |
| Guanyadora | 5.   | 5 de gener de 1961     | Adelaida, Austràlia                  | Gespa            | Jan Lehane             | 6−3, 6−1                                         |
| Guanyadora | 6.   | 17 de gener de 1961    | Australian Championships (2)         | Gespa            | Jan Lehane             | 6−1, 6−4                                         |
| Finalista  | 5.   | 17 de març de 1961     | Grafton, Austràlia                   | Terra batuda     | Lesley Turner          | 2−6, 4−6                                         |
| Guanyadora | 7.   | 27 de març de 1961     | Montecarlo, Mònaco                   | Terra batuda     | Elizabeth Starkie      | 4−6, 6−1, 6−1                                    |
| Guanyadora | 8.   | 3 de març de 1961      | Niça, França                         | Terra batuda     | Florence de la Courtie | 9−7, 6−4                                         |
| Guanyadora | 9.   | 10 d'abril de 1961     | Ais de Provença, França              | Terra batuda     | Elizabeth Starkie      | 6−2, 6−4                                         |
| Guanyadora | 10.  | 17 d'abril de 1961     | París, França                        | Terra batuda     | Florence de la Courtie | 6−1, 6−3                                         |
| Guanyadora | 11.  | 12 de juny de 1961     | Beckenham, Regne Unit                | Gespa            | Christine Truman       | 6−3, 4−6, 8−6                                    |
| Guanyadora | 12.  | 19 de juny de 1961     | Londres, Regne Unit                  | Gespa            | Nancy Richey           | 6−0, 4−6, 6−2                                    |
| Guanyadora | 13.  | 16 d'octubre de 1961   | Rockdale, Austràlia                  | Terra batuda     | Lesley Turner          | 6−2, 0−6, 7−5                                    |
| Guanyadora | 14.  | 19 de novembre de 1961 | Adelaida (2)                         | Gespa            | Darlene Hard           | 6−4, 5−7, 6−4                                    |
| Guanyadora | 15.  | 26 de novembre de 1961 | Perth, Austràlia                     | Gespa            | Darlene Hard           | 6−3, 6−0                                         |
| Guanyadora | 16.  | 4 de desembre de 1961  | Melbourne (2)                        | Gespa            | Darlene Hard           | 6−3, 6−2                                         |
| Guanyadora | 17.  | 15 de desembre de 1961 | Sydney                               | Gespa            | Darlene Hard           | 6−2, 6−1                                         |
| Guanyadora | 18.  | 28 de desembre de 1961 | Sydney                               | Gespa            | Jan Lehane             | 6−0, 6−3                                         |
| Guanyadora | 19.  | 15 de gener de 1962    | Australian Championships (3)         | Gespa            | Jan Lehane             | 6−0, 6−2                                         |
| Guanyadora | 20.  | 26 de gener de 1962    | Hobart, Austràlia                    | Gespa            | Robyn Ebbern           | 7−5, 6−0                                         |
| Guanyadora | 21.  | 7 de maig de 1962      | Roma, Itàlia                         | Terra batuda     | Maria Bueno            | 8−6, 5−7, 6−4                                    |
| Guanyadora | 22.  | 14 de maig de 1962     | Lugano, Suïssa                       | Terra batuda     | Lesley Turner          | 6−2, 6−1                                         |
| Guanyadora | 23.  | 21 de maig de 1962     | Internationaux de France, França     | Terra batuda     | Lesley Turner          | 6−3, 3−6, 7−5                                    |
| Guanyadora | 24.  | 11 de juny de 1962     | Bristol, Regne Unit                  | Gespa            | Maria Bueno            | 6−1, 3−6, 6−2                                    |
| Guanyadora | 25.  | 24 de juliol de 1962   | Haverford, Estats Units              | Gespa            | Karen Susman           | 6−4, 10−8                                        |
| Guanyadora | 26.  | 31 de juliol de 1962   | Orange, Estats Units                 | Gespa            | Karen Susman           | 6−3, 7−5                                         |
| Guanyadora | 27.  | 13 d'agost de 1962     | Manchester-by-the-Sea, Estats Units  | Gespa            | Maria Bueno            | 6−1, 6−4                                         |
| Guanyadora | 28.  | 31 d'agost de 1962     | US Championships, Estats Units       | Gespa            | Darlene Hard           | 9−7, 6−4                                         |
| Guanyadora | 29.  | 28 de setembre de 1962 | Canberra, Austràlia                  | Gespa            | Lesley Turner          | 6−3, 4−6, 6−3                                    |
| Guanyadora | 30.  | 22 d'octubre de 1962   | Brisbane (2)                         | Gespa            | Jan Lehane             | 6−3, 6−4                                         |
| Guanyadora | 31.  | 11 de novembre de 1962 | Adelaida (3)                         | Gespa            | Christine Truman       | 6−1, 6−2                                         |
| Guanyadora | 32.  | 22 de desembre de 1962 | Sydney (2)                           | Gespa            | Lesley Turner          | 8−6, 6−2                                         |
| Guanyadora | 33.  | 6 de desembre de 1962  | Melbourne (3)                        | Gespa            | Lesley Turner          | 6−4, 8−6                                         |
| Guanyadora | 34.  | 9 de gener de 1963     | Australian Championships (4)         | Gespa            | Jan Lehane             | 6−2, 6−2                                         |
| Finalista  | 6.   | 25 de gener de 1963    | Launceston, Austràlia                | Gespa            | Lesley Turner          | 6−2, 5−7, 1−6                                    |
| Finalista  | 7.   | 29 d'abril de 1963     | Nàpols, Itàlia                       | Terra batuda     | Lesley Turner          | 4−6, 7−5, 1−6                                    |
| Guanyadora | 35.  | 7 de maig de 1963      | Roma (2)                             | Terra batuda     | Lesley Turner          | 6−3, 6−4                                         |
| Guanyadora | 36.  | 26 de maig de 1963     | Berlín, Alemanya Occidental          | Terra batuda     | Robyn Ebbern           | 6−2, 7−5                                         |
| Guanyadora | 37.  | 3 de juny de 1963      | Barcelona, Espanya                   | Terra batuda     | Noelene Turner         | 6−0, 6−0                                         |
| Guanyadora | 38.  | 10 de juny de 1963     | Beckenham (2)                        | Gespa            | Jan Lehane             | 6−0, 6−1                                         |
| Guanyadora | 39.  | 24 de juny de 1963     | Wimbledon, Regne Unit                | Gespa            | Billie Jean Moffitt    | 6−3, 6−4                                         |
| Guanyadora | 40.  | 9 de juliol de 1963    | Düsseldorf, Alemanya Occidental      | Terra batuda     | Lesley Turner          | 6−3, 6−2                                         |
| Finalista  | 8.   | 22 de juliol de 1963   | Haverford                            | Gespa            | Darlene Hard           | 2−6, 9−7, 3−6                                    |
| Guanyadora | 41.  | 29 de juliol de 1963   | Orange (2)                           | Gespa            | Darlene Hard           | 6−1, 6−1                                         |
| Guanyadora | 42.  | 12 d'agost de 1963     | Manchester-by-the-Sea (2)            | Gespa            | Maria Bueno            | 6−4, 11−9                                        |
| Finalista  | 9.   | 28 d'agost de 1963     | US Championships                     | Gespa            | Maria Bueno            | 5−7, 4−6                                         |
| Guanyadora | 43.  | 13 d'octubre de 1963   | Brisbane (2)                         | Terra batuda     | Robyn Ebbern           | 7−5, 6−2                                         |
| Guanyadora | 44.  | 28 d'octubre de 1963   | Brisbane (3)                         | Gespa            | Lesley Turner          | 6−3, 6−2                                         |
| Guanyadora | 45.  | 10 de novembre de 1963 | Sydney (3)                           | Gespa            | Judy Tegart            | 6−1, 6−3                                         |
| Guanyadora | 46.  | 18 de novembre de 1963 | Adelaida (4)                         | Gespa            | Jan Lehane             | 6−3, 6−1                                         |
| Guanyadora | 47.  | 28 de novembre de 1963 | Melbourne (4)                        | Gespa            | Lesley Turner          | 6−4, 6−4                                         |
| Guanyadora | 48.  | 26 de desembre de 1963 | Melbourne                            | Gespa            | Judy Tegart            | 6−1, 6−0                                         |
| Guanyadora | 49.  | 13 de gener de 1964    | Australian Championships (5)         | Gespa            | Lesley Turner          | 6−3, 6−2                                         |
| Guanyadora | 50.  | 3 de febrer de 1964    | Auckland                             | Gespa            | Jan Lehane             | 6−4, 3−6, 6−0                                    |
| Guanyadora | 51.  | 27 de març de 1964     | Albury, Austràlia                    | Gespa            | Lesley Turner          | 5−7, 6−3, 6−3                                    |
| Guanyadora | 52.  | 27 d'abril de 1964     | Reggio de Calàbria, Itàlia           | Terra batuda     | Robyn Ebbern           | 6−0, 6−4                                         |
| Guanyadora | 53.  | 4 de maig de 1964      | Roma (3)                             | Terra batuda     | Lesley Turner          | 6−1, 6−1                                         |
| Guanyadora | 54.  | 13 de maig de 1964     | Berlín (2)                           | Terra batuda     | Helga Schultze         | 6−2, 6−1                                         |
| Guanyadora | 55.  | 18 de maig de 1964     | Internationaux de France (2)         | Terra batuda     | Maria Bueno            | 5−7, 6−1, 6−2                                    |
| Guanyadora | 56.  | 1 de juny de 1964      | Lausana, Suïssa                      | Terra batuda     | Jan Lehane             | 2−6, 8−6, 6−2                                    |
| Guanyadora | 57.  | 8 de juny de 1964      | Beckenham (3)                        | Gespa            | Maria Bueno            | 5−3, final suspesa per la pluja, títol compartit |
| Guanyadora | 58.  | 15 de juny de 1964     | Londres (2)                          | Gespa            | Ann Haydon-Jones       | 6−3, 6−3                                         |
| Finalista  | 10.  | 22 de juny de 1964     | Wimbledon                            | Gespa            | Maria Bueno            | 4−6, 9−7, 3−6                                    |
| Guanyadora | 59.  | 8 de juliol de 1964    | Düsseldorf (2)                       | Terra batuda     | Lesley Turner          | 1−6, 6−1, 6−4                                    |
| Guanyadora | 60.  | 13 de juliol de 1964   | Gstaad, Suïssa                       | Terra batuda     | Lesley Turner          | 6−4, 6−2                                         |
| Guanyadora | 61.  | 20 de juliol de 1964   | Hilversum, Països Baixos             | Terra batuda     | Maria Bueno            | 6−0, 1−6, 6−3                                    |
| Guanyadora | 62.  | 30 de juliol de 1964   | Hannover, Alemanya Occidental        | Terra batuda     | Sonja Pachta           | 6−0, 6−1                                         |
| Guanyadora | 63.  | 3 d'agost de 1964      | Hamburg, Alemanya Occidental         | Terra batuda     | Maria Bueno            | 6−1, 6−4                                         |
| Guanyadora | 64.  | 3 d'octubre de 1964    | Glen Iris                            | Gespa            | Kerry Melville         | 6−1, 6−0                                         |
| Guanyadora | 65.  | 30 d'octubre de 1964   | Brisbane (3)                         | Terra batuda     | Robyn Ebbern           | 6−3, 7−5                                         |
| Guanyadora | 66.  | 9 de novembre de 1964  | Brisbane (4)                         | Gespa            | Lesley Turner          | 11−9, 6−1                                        |
| Guanyadora | 67.  | 10 de novembre de 1964 | Sydney (4)                           | Gespa            | Billie Jean Moffitt    | 6−4, 6−3                                         |
| Guanyadora | 68.  | 3 de desembre de 1964  | Melbourne (5)                        | Gespa            | Jill Blackman          | 6−1, 6−3                                         |
| Guanyadora | 69.  | 5 de gener de 1965     | Perth (2)                            | Gespa            | Robyn Ebbern           | 6−1, 6−1                                         |
| Guanyadora | 70.  | 22 de gener de 1965    | Australian Championships (6)         | Gespa            | Maria Bueno            | 5−7, 6−4, 5−2, ret.                              |
| Guanyadora | 71.  | 2 de març de 1965      | Miami Beach, Estats Units            | Terra batuda     | Lesley Turner          | 6−2, 8−6                                         |
| Finalista  | 11.  | 15 de març de 1965     | Barranquilla, Colòmbia               | Terra batuda     | Lesley Turner          | 6−1, 4−6, 4−6                                    |
| Guanyadora | 72.  | 22 de març de 1965     | Caracas, Veneçuela                   | Dura             | Lesley Turner          | 4−6, 6−2, 7−5                                    |
| Guanyadora | 73.  | 29 de març de 1965     | Acapulco, Mèxic                      | Terra batuda     | Monique Salfati        | 6−4, 6−2                                         |
| Finalista  | 12.  | 5 d'abril de 1965      | San Juan, Puerto Rico                | Dura             | Nancy Richey           | 8−6, 4−6, 7−9                                    |
| Finalista  | 13.  | 12 d'abril de 1965     | Saint Petersburg, Estats Units       | Terra batuda     | Nancy Richey           | 3−6, 2−6                                         |
| Finalista  | 14.  | 19 d'abril de 1965     | Buenos Aires, Argentina              | Terra batuda     | Lesley Turner          | 3−6, 3−6                                         |
| Finalista  | 15.  | 26 d'abril de 1965     | Dallas, Estats Units                 |                  | Nancy Richey           | 1−6, 4−6                                         |
| Guanyadora | 74.  | 10 de maig de 1965     | Atlanta, Estats Units                | Terra batuda     | Lesley Turner          | Renúncia                                         |
| Finalista  | 16.  | 17 de maig de 1965     | Internationaux de France             | Terra batuda     | Lesley Turner          | 3−6, 4−6                                         |
| Guanyadora | 75.  | 31 de maig de 1965     | Manchester, Regne Unit               | Gespa            | Maria Bueno            | 6−1, 7−5                                         |
| Guanyadora | 76.  | 7 de juny de 1965      | Beckenham (4)                        | Gespa            | Maria Bueno            | 4−6, 6−3, 6−3                                    |
| Guanyadora | 77.  | 21 de juny de 1965     | Wimbledon (2)                        | Gespa            | Maria Bueno            | 6−4, 7−5                                         |
| Guanyadora | 78.  | 5 de juliol de 1965    | Birmingham, Regne Unit               | Gespa            | Virginia Wade          | 6−3, 4−6, 7−5                                    |
| Guanyadora | 79.  | 12 de juliol de 1965   | Hoylake, Regne Unit                  | Gespa            | Judy Tegart            | 6−4, 6−4                                         |
| Guanyadora | 80.  | 28 de juliol de 1965   | Baden-Baden, Alemanya Occidental     | Terra batuda     | Lesley Turner          | 6−2, 6−1                                         |
| Guanyadora | 81.  | 2 d'agost de 1965      | Hamburg (2)                          | Terra batuda     | Edda Buding            | 6−2, 6−3                                         |
| Guanyadora | 82.  | 11 d'agost de 1965     | Moscou, Unió Soviètica               |                  | Galina Baksheeva       | 6−2, 6−4                                         |
| Guanyadora | 83.  | 23 d'agost de 1965     | Pörtschach, Àustria                  | Terra batuda     | Norma Baylon           | 6−1, 6−3                                         |
| Guanyadora | 84.  | 3 de setembre de 1965  | US Championships (2)                 | Gespa            | Billie Jean Moffitt    | 8−6, 7−5                                         |
| Guanyadora | 85.  | 9 d'octubre de 1965    | Glen Iris (2)                        | Gespa            | Maureen Pratt          | 6−2, 6−0                                         |
| Finalista  | 17.  | 18 d'octubre de 1965   | Sydney                               | Terra batuda     | Lesley Turner          | 5−7, 3−6                                         |
| Guanyadora | 86.  | 2 de novembre de 1965  | Brisbane (5)                         | Gespa            | Lesley Turner          | 6−2, 6−3                                         |
| Guanyadora | 87.  | 13 de novembre de 1965 | Sydney (5)                           | Gespa            | Nancy Richey           | 6−2, 6−2                                         |
| Guanyadora | 88.  | 26 de desembre de 1965 | Melbourne (6)                        | Gespa            | Nancy Richey           | 5−7, 6−3, 6−2                                    |
| Guanyadora | 89.  | 4 de gener de 1966     | Perth (3)                            | Gespa            | Nancy Richey           | 6−3, 6−1                                         |
| Guanyadora | 90.  | 21 de gener de 1966    | Australian Championships (7)         | Gespa            | Nancy Richey           | Renúncia                                         |
| Guanyadora | 91.  | 3 de febrer de 1966    | Auckland (2)                         | Gespa            | Kerry Melville         | 6−1, 6−1                                         |
| Finalista  | 18.  | 28 de març de 1966     | Johannesburg, Sud-àfrica             | Dura             | Billie Jean King       | 3−6, 2−6                                         |
| Guanyadora | 92.  | 4 de juliol de 1966    | Dublín, Irlanda                      | Gespa            | Kathleen Harter        | 6−2, 6−1                                         |
| Guanyadora | 93.  | 11 de juliol de 1966   | Hoylake (2)                          | Gespa            | Annette Van Zyl        | 3−6, 6−1, 6−4                                    |
| Guanyadora | 94.  | 1 d'agost de 1966      | Hamburg (3)                          | Terra batuda     | Maria Bueno            | 8−6, 6−3                                         |
| Finalista  | 19.  | 20 de novembre de 1967 | Sydney (2)                           | Gespa            | Judy Tegart            | Renúncia                                         |
| Finalista  | 20.  | 1 de gener de 1968     | Perth                                | Gespa            | Billie Jean King       | 2−6, 4−6                                         |
| Finalista  | 21.  | 19 de gener de 1968    | Australian Championships             | Gespa            | Billie Jean King       | 1−6, 2−6                                         |
| Guanyadora | 95.  | 1 de març de 1968      | Perth (4)                            | Gespa            | Lesley Hunt            | 8−6, 6−1                                         |
| Finalista  | 22.  | 21 de març de 1968     | Kampala, Uganda                      | Gespa            | Virginia Wade          | 5−7, 4−6                                         |
| Guanyadora | 96.  | 1 d'abril de 1968      | Johannesburg                         | Dura             | Virginia Wade          | 6−4, 6−4                                         |
| Guanyadora | 97.  | 29 d'abril de 1968     | Hurlingham, Regne Unit               | Terra batuda     | Virginia Wade          | 6−3, 6−2                                         |
| Finalista  | 23.  | 6 de maig de 1968      | Roma                                 | Terra batuda     | Lesley Turner          | 6−2, 2−6, 3−6                                    |
| Finalista  | 24.  | 28 de maig de 1968     | Berlín                               | Terra batuda     | Helga Schultze         | 1−6, 5−7                                         |
| Guanyadora | 98.  | 3 de juny de 1968      | Manchester (2)                       | Gespa            | Virginia Wade          | 6−4, 4−6, 6−4                                    |
| Guanyadora | 99.  | 10 de juny de 1968     | Beckenham (5)                        | Gespa            | Ann Haydon-Jones       | 11−9, 6−2                                        |
| Guanyadora | 100. | 8 de juliol de 1968    | Dublín (2)                           | Gespa            | Ann Haydon-Jones       | 6−3, 6−1                                         |
| Guanyadora | 101. | 15 de juliol de 1968   | Hoylake (3)                          | Gespa            | Virginia Wade          | 6−2, 6−4                                         |
| Guanyadora | 102. | 22 de juliol de 1968   | Hilversum (2)                        | Terra batuda     | Judy Tegart            | 8−6, 6−0                                         |
| Finalista  | 25.  | 13 d'agost de 1968     | Manchester-by-the-Sea                | Gespa            | Maria Bueno            | 5−7, 6−3, 3−6                                    |
| Guanyadora | 103. | 18 d'agost de 1968     | Chestnut Hill, Estats Units          | Gespa            | Maria Bueno            | 6−2, 6−2                                         |
| Guanyadora | 104. | 23 de setembre de 1968 | Berkeley, Estats Units               | Dura             | Maria Bueno            | 6−4, 7−5                                         |
| Guanyadora | 105. | 14 d'octubre de 1968   | Stalybridge, Regne Unit              | Dura (i)         | Winnie Shaw            | 7−5, 6−4                                         |
| Guanyadora | 106. | 22 d'octubre de 1968   | Perth, Regne Unit                    | Dura (i)         | Mary-Ann Eisel         | 6−2, 6−4                                         |
| Guanyadora | 107. | 28 d'octubre de 1968   | Port Talbot, Regne Unit              | Moqueta (i)      | Virginia Wade          | 6−3, 4−6, 6−4                                    |
| Guanyadora | 108. | 4 de novembre de 1968  | Torquay, Regne Unit                  | Dura (i)         | Virginia Wade          | 12−10, 8−6                                       |
| Guanyadora | 109. | 11 de novembre de 1968 | Londres, Regne Unit                  | Dura (i)         | Virginia Wade          | 10−8, 6−1                                        |
| Finalista  | 26.  | 21 de novembre de 1968 | Dewar Cup Final, Londres, Regne Unit | Moqueta (i)      | Virginia Wade          | 3−6, 4−6                                         |
| Guanyadora | 110. | 1 de gener de 1969     | Perth (5)                            | Gespa            | Lesley Hunt            | 7−5, 6−1                                         |
| Guanyadora | 111. | 6 de gener de 1969     | Melbourne (7)                        | Gespa            | Kerry Harris           | 6−1, 6−4                                         |
| Guanyadora | 112. | 13 de gener de 1969    | Sydney (6)                           | Gespa            | Rosie Casals           | 6−1, 6−2                                         |
| Guanyadora | 113. | 20 de gener de 1969    | Open d'Austràlia (8)                 | Gespa            | Billie Jean King       | 6−4, 6−1                                         |
| Guanyadora | 114. | 3 de març de 1969      | Caracas (2)                          | Dura             | Maria Bueno            | Renúncia                                         |
| Guanyadora | 115. | 31 de març de 1969     | San Juan                             | Dura             | Julie Heldman          | 6−4, 7−5                                         |
| Guanyadora | 116. | 7 d'abril de 1969      | Charlotte, Estats Units              | Terra batuda     | Judy Tegart            | 6−1, 6−1                                         |
| Guanyadora | 117. | 14 d'abril de 1969     | Houston, Estats Units                | Terra batuda     | Judy Tegart            | 3−6, 7−5, 6−1                                    |
| Guanyadora | 118. | 28 d'abril de 1969     | Bournemouth, Regne Unit              | Terra batuda     | Winnie Shaw            | 5−7, 6−4, 6−4                                    |
| Finalista  | 27.  | 5 de maig de 1969      | Guildford, Regne Unit                | Terra batuda     | Kerry Melville         | 3−6, 5−7                                         |
| Guanyadora | 119. | 12 de maig de 1969     | Hurlingham (2)                       | Terra batuda     | Mary-Ann Eisel         | 7−5, 6−1                                         |
| Guanyadora | 120. | 26 de maig de 1969     | Roland Garros (3)                    | Terra batuda     | Ann Haydon-Jones       | 6−1, 4−6, 6−3                                    |
| Guanyadora | 121. | 9 de juny de 1969      | Bristol (2)                          | Gespa            | Billie Jean King       | 6−3, 6−3                                         |
| Guanyadora | 122. | 7 de juliol de 1969    | Newport, Regne Unit                  | Gespa            | Winnie Shaw            | 6−4, 6−4                                         |
| Guanyadora | 123. | 14 de juliol de 1969   | Frinton-On-Sea, Regne Unit           | Gespa            | Pat Walkden            | 6−2, 4−6, 6−4                                    |
| Guanyadora | 124. | 4 d'agost de 1969      | Locust Valley, Estats Units          | Gespa            | Betty-Ann Grubb        | 6−1, 6−3                                         |
| Guanyadora | 125. | 11 d'agost de 1969     | Haverford (2)                        | Gespa            | Virginia Wade          | 6−4, 6−4                                         |
| Guanyadora | 126. | 16 d'agost de 1969     | Chestnut Hill (2)                    | Gespa            | Virginia Wade          | 4−6, 6−3, 6−0                                    |
| Guanyadora | 127. | 28 d'agost de 1969     | US Open (3)                          | Gespa            | Nancy Richey           | 6−2, 6−2                                         |
| Guanyadora | 128. | 21 de setembre de 1969 | Berkeley (2)                         | Dura             | Virginia Wade          | 6−4, 5−7, 6−0                                    |
| Guanyadora | 129. | 30 de desembre de 1969 | Perth (6)                            | Gespa            | Kerry Melville         | 6−4, 6−4                                         |
| Guanyadora | 130. | 5 de gener de 1970     | Hobart (2)                           | Gespa            | Kerry Melville         | 6−2, 6−2                                         |
| Guanyadora | 131. | 10 de gener de 1970    | Melbourne (8)                        | Gespa            | Kerry Melville         | 6−1, 6−1                                         |
| Guanyadora | 132. | 19 de gener de 1970    | Open d'Austràlia (9)                 | Gespa            | Kerry Melville         | 6−3, 6−1                                         |
| Guanyadora | 133. | 2 de febrer de 1970    | Filadèlfia, Estats Units             | Moqueta (i)      | Billie Jean King       | 6−3, 7−6(12)                                     |
| Guanyadora | 134. | 9 de febrer de 1970    | Nova York, Estats Units              | Moqueta (i)      | Virginia Wade          | 6−3, 6−3                                         |
| Guanyadora | 135. | 13 de febrer de 1970   | Dallas                               | Moqueta (i)      | Billie Jean King       | 1−6, 6−3, 11−9                                   |
| Finalista  | 28.  | 16 de març de 1970     | Sydney (3)                           | Gespa            | Billie Jean King       | 2−6, 6−4, 3−6                                    |
| Guanyadora | 136. | 22 de març de 1970     | Johannesburg (2)                     | Dura             | Billie Jean King       | 6−4, 1−6, 6−3                                    |
| Finalista  | 29.  | 6 d'abril de 1970      | Durban, Sud-àfrica                   | Dura             | Billie Jean King       | 4−6, 6−2, 2−6                                    |
| Guanyadora | 137. | 20 d'abril de 1970     | Sutton, Regne Unit                   | Terra batuda     | Ann Haydon-Jones       | 6−3, 6−3                                         |
| Guanyadora | 138. | 27 d'abril de 1970     | Bournemouth (2)                      | Terra batuda     | Virginia Wade          | 6−2, 6−4                                         |
| Guanyadora | 139. | 4 de maig de 1970      | Guildford                            | Terra batuda     | Patti Hogan            | 6−4, 6−2                                         |
| Guanyadora | 140. | 26 de maig de 1970     | Roland Garros (4)                    | Terra batuda     | Helga Masthoff         | 6−2, 6−4                                         |
| Guanyadora | 141. | 8 de juny de 1970      | Bristol (3)                          | Gespa            | Françoise Dürr         | 6−1, 6−1                                         |
| Guanyadora | 142. | 15 de juny de 1970     | Londres (3)                          | Gespa            | Winnie Shaw            | 2−6, 8−6, 6−2                                    |
| Guanyadora | 143. | 22 de juny de 1970     | Wimbledon (3)                        | Gespa            | Billie Jean King       | 14−12, 11−9                                      |
| Guanyadora | 144. | 13 de juliol de 1970   | Frinton-On-Sea (2)                   | Gespa            | Ann Haydon-Jones       | 2−6, 7−5, 6−2                                    |
| Guanyadora | 145. | 20 de juliol de 1970   | Budapest, Hongria                    | Terra batuda     | Vlasta Kodesova        | 6−2, 6−3                                         |
| Guanyadora | 146. | 27 de juliol de 1970   | Hilversum (3)                        | Terra batuda     | Kerry Melville         | 6−1, 6−1                                         |
| Guanyadora | 147. | 3 d'agost de 1970      | Haverford (3)                        | Gespa            | Pat Walkden            | 6−1, 6−0                                         |
| Guanyadora | 148. | 10 d'agost de 1970     | Toronto, Canadà                      | Terra batuda     | Rosie Casals           | 6−8, 6−4, 6−4                                    |
| Guanyadora | 149. | 2 de setembre de 1970  | US Open (4)                          | Gespa            | Rosie Casals           | 6−2, 2−6, 6−1                                    |
| Guanyadora | 150. | 30 de desembre de 1970 | Perth (7)                            | Gespa            | Virginia Wade          | 6−1, 6−2                                         |
| Guanyadora | 151. | 11 de gener de 1971    | Sydney (7)                           | Gespa            | Olga Morozova          | 6−2, 6−2                                         |
| Finalista  | 30.  | 25 de gener de 1971    | Melbourne                            | Gespa            | Evonne Goolagong       | 6−7(3), 6−7(2)                                   |
| Guanyadora | 152. | 3 de març de 1971      | Auckland (3)                         | Gespa            | Evonne Goolagong       | 3−6, 7−6, 6−2                                    |
| Guanyadora | 153. | 7 de març de 1971      | Open d'Austràlia (10)                | Gespa            | Evonne Goolagong       | 2−6, 7−6, 7−5                                    |
| Guanyadora | 154. | 29 de març de 1971     | Durban                               | Dura             | Patti Hogan            | 6−2, 6−1                                         |
| Guanyadora | 155. | 5 d'abril de 1971      | Johannesburg (3)                     | Dura             | Evonne Goolagong       | 6−3, 6−1                                         |
| Guanyadora | 156. | 10 de maig de 1971     | Hurlingham (3)                       | Terra batuda     | Françoise Dürr         | 6−0, 6−3                                         |
| Guanyadora | 157. | 17 de maig de 1971     | Bournemouth (3)                      | Terra batuda     | Evonne Goolagong       | 7−5, 6−1                                         |
| Guanyadora | 158. | 14 de juny de 1971     | Londres (4)                          | Gespa            | Billie Jean King       | 6−3, 3−6, 6−3                                    |
| Finalista  | 31.  | 21 de juny de 1971     | Wimbledon (2)                        | Gespa            | Evonne Goolagong       | 4−6, 1−6                                         |
| Guanyadora | 159. | 5 de juliol de 1971    | Dublín (3)                           | Gespa            | Evonne Goolagong       | 6−3, 2−6, 6−3                                    |
| Guanyadora | 160. | 1 d'agost de 1972      | Cincinnati, Estats Units             | Terra batuda     | Evonne Goolagong       | 3−6, 6−2, 7−5                                    |
| Guanyadora | 161. | 22 d'agost de 1972     | Newport, Estats Units                | Gespa            | Billie Jean King       | 6−4, 6−1                                         |
| Finalista  | 32.  | 12 de setembre de 1972 | Charlotte                            | Terra batuda     | Billie Jean King       | 2−6, 2−6                                         |
| Guanyadora | 162. | 18 de setembre de 1972 | Albany, Estats Units                 | Dura             | Billie Jean King       | 6−4, 6−1                                         |
| Finalista  | 33.  | 27 de setembre de 1972 | Phoenix, Estats Units                | Dura             | Billie Jean King       | 6−7(3), 3−6                                      |
| Guanyadora | 163. | 17 d'octubre de 1972   | Billingham, Regne Unit               | Moqueta (i)      | Julie Heldman          | 7−5, 6−0                                         |
| Guanyadora | 164. | 24 d'octubre de 1972   | Edimburg, Regne Unit                 | Moqueta (i)      | Virginia Wade          | 6−3, 3−6, 7−5                                    |
| Guanyadora | 165. | 31 d'octubre de 1972   | Port Talbot (2)                      | Moqueta (i)      | Virginia Wade          | 6−3, 6−4                                         |
| Guanyadora | 166. | 6 de novembre de 1972  | Torquay (2)                          | Moqueta (i)      | Virginia Wade          | 2−6, 6−3, 6−1                                    |
| Guanyadora | 167. | 16 de novembre de 1972 | Dewar Cup Final, Londres             | Moqueta (i)      | Virginia Wade          | 6−1, 6−1                                         |
| Guanyadora | 168. | 4 de desembre de 1972  | Perth (8)                            | Gespa            | Evonne Goolagong       | 6−3, 6−2                                         |
| Guanyadora | 169. | 26 de desembre de 1972 | Open d'Austràlia (11)                | Gespa            | Evonne Goolagong       | 6−4, 7−5                                         |
| Guanyadora | 170. | 2 de gener de 1973     | Sydney (8)                           | Gespa            | Evonne Goolagong       | 4−6, 6−3, 10−8                                   |
| Guanyadora | 171. | 16 de gener de 1973    | Oakland, Estats Units                | Moqueta (i)      | Kerry Melville         | 6−3, 6−3                                         |
| Guanyadora | 172. | 23 de gener de 1973    | Los Angeles, Estats Units            | Moqueta (i)      | Nancy Richey-Gunter    | 7−5, 6−7(1), 7−5                                 |
| Guanyadora | 173. | 29 de gener de 1973    | Washington DC, Estats Units          | Moqueta (i)      | Kerry Melville         | 6−1, 6−2                                         |
| Guanyadora | 174. | 5 de febrer de 1973    | Miami Beach (2)                      | Terra batuda     | Kerry Melville         | 4−6, 6−1, 7−5                                    |
| Guanyadora | 175. | 28 de febrer de 1973   | Detroit, Estats Units                | Moqueta (i)      | Kerry Melville         | 7−6, 6−3                                         |
| Guanyadora | 176. | 5 de març de 1973      | Chicago, Estats Units                | Moqueta (i)      | Billie Jean King       | 6−2, 4−6, 6−4                                    |
| Guanyadora | 177. | 12 de març de 1973     | Richmond, Estats Units               | Terra batuda (i) | Janet Newberry         | 6−2, 6−1                                         |
| Guanyadora | 178. | 2 d'abril de 1973      | Filadèlfia (2)                       | Dura (i)         | Kerry Harris           | 6−1, 6−0                                         |
| Guanyadora | 179. | 9 d'abril de 1973      | Boston, Estats Units                 | Dura (i)         | Billie Jean King       | 6−2, 6−4                                         |
| Guanyadora | 180. | 16 d'abril de 1973     | Jacksonville, Estats Units           | Terra batuda     | Rosie Casals           | 5−7, 6−3, 6−1                                    |
| Guanyadora | 181. | 21 de maig de 1973     | Roland Garros (5)                    | Terra batuda     | Chris Evert            | 6−7, 7−6, 6−4                                    |
| Guanyadora | 182. | 9 de juliol de 1973    | Dublín (4)                           | Gespa            | Virginia Wade          | 6−2, 6−4                                         |
| Guanyadora | 183. | 6 d'agost de 1973      | Nashville, Estats Units              | Terra batuda     | Billie Jean King       | 6−3, 4−6, 6−2                                    |
| Guanyadora | 184. | 13 d'agost de 1973     | Wall Township, Estats Units          | Dura (i)         | Lesley Hunt            | 4−6, 6−2, 6−3                                    |
| Guanyadora | 185. | 19 d'agost de 1973     | Newport (2)                          | Gespa            | Julie Heldman          | 6−3, 6−2                                         |
| Guanyadora | 186. | 27 d'agost de 1973     | US Open (5)                          | Gespa            | Evonne Goolagong       | 7−6, 5−7, 6−2                                    |
| Guanyadora | 187. | 9 de setembre de 1973  | Hilton Head, Estats Units            | Dura             | Chris Evert            | 6−4, 6−7, 6−2                                    |
| Finalista  | 34.  | 24 de setembre de 1973 | Columbus, Estats Units               | Terra batuda     | Chris Evert            | Retirada                                         |
| Guanyadora | 188. | 9 de desembre de 1974  | Perth (9)                            | Gespa            | Olga Morozova          | 6−4, 7−5                                         |
| Finalista  | 35.  | 16 de desembre de 1974 | Sydney (4)                           | Gespa            | Evonne Goolagong       | 3−6, 5−7                                         |
| Finalista  | 36.  | 3 de febrer de 1975    | Akron, Estats Units                  | Moqueta (i)      | Chris Evert            | 4−6, 6−3, 3−6                                    |
| Guanyadora | 189. | 10 de febrer de 1975   | Chicago (2)                          | Moqueta (i)      | Martina Navrátilová    | 6−3, 3−6, 6−2                                    |
| Finalista  | 37.  | 17 de febrer de 1975   | Detroit                              | Moqueta (i)      | Chris Evert            | 3−6, 6−3, 3−6                                    |
| Finalista  | 38.  | 10 de març de 1975     | Houston                              | Moqueta (i)      | Chris Evert            | 3−6, 2−6                                         |
| Guanyadora | 190. | 16 de setembre de 1975 | Tòquio, Japó                         | Moqueta (i)      | Evonne Goolagong       | 6−7(4), 6−1, 7−5                                 |
| Finalista  | 39.  | 27 de setembre de 1976 | Tòquio                               | Moqueta (i)      | Betty Stöve            | 6−1, 4−6, 3−6                                    |
| Guanyadora | 191. | 6 de desembre de 1976  | Melbourne (9)                        | Gespa            | Sue Barker             | 6−2, 6−2                                         |
| Finalista  | 40.  | 10 de gener de 1977    | Hollywood, Estats Units              | Moqueta (i)      | Chris Evert            | 3−6, 4−6                                         |
| Finalista  | 41.  | 7 de febrer de 1977    | Chicago                              | Moqueta (i)      | Chris Evert            | 1−6, 3−6                                         |

### Dobles femenins: 226 (162−64)
| Títols per superfície |
| --------------------- |
| Dura (13−6)           |
| Gespa (84−36)         |
| Terra batuda (53−18)  |
| Moqueta (10−4)        |

| Resultat   | Núm. | Data                   | Torneig                                                | Superfície       | Parella              | Oponent                                 | Marcador            |
| ---------- | ---- | ---------------------- | ------------------------------------------------------ | ---------------- | -------------------- | --------------------------------------- | ------------------- |
| Finalista  | 1.   | 6 d'abril de 1959      | Melbourne, Austràlia                                   | Terra batuda     | Margo Rayson         | Lorraine Coghlan Beverley Rae           | 4−6, 6−3, 1−6       |
| Finalista  | 2.   | 9 de juny de 1959      | Melbourne                                              | Terra batuda     | Margo Rayson         | Lorraine Coghlan Beverley Rae           | 5−7, 1−6            |
| Guanyadora | 1.   | 11 d'octubre de 1959   | Glen Iris, Austràlia                                   | Gespa            | Lorraine Coghlan     | Margo Rayson Judy Tegart                | 6−1, 4−6, 8−6       |
| Finalista  | 3.   | 30 de novembre de 1959 | Melbourne                                              | Gespa            | Lorraine Coghlan     | Maria Bueno Christine Truman            | 1−6, 1−6            |
| Finalista  | 4.   | 6 de gener de 1960     | Adelaida, Austràlia                                    | Gespa            | Beverley Rae         | Maria Bueno Christine Truman            | 5−7, 4−6            |
| Finalista  | 5.   | 22 de gener de 1960    | Australian Championships, Austràlia                    | Gespa            | Lorraine Coghlan     | Maria Bueno Christine Truman            | 2−6, 7−5, 2−6       |
| Finalista  | 6.   | 9 de febrer de 1960    | Auckland, Nova Zelanda                                 | Gespa            | Marion Johnston      | Ruia Morrison Judy Burke                | 3−6, 1−6            |
| Guanyadora | 2.   | 6 de juny de 1960      | Melbourne                                              | Terra batuda     | Dulcie Young         | Beverley Rae Robin Lesh                 | 6−3, 6−4            |
| Finalista  | 7.   | 19 d'octubre de 1960   | Brisbane, Austràlia                                    | Terra batuda     | Lorraine Coghlan     | Joan Gray Fay Muller                    | 2−6, 1−6            |
| Guanyadora | 3.   | 28 d'octubre de 1960   | Brisbane                                               | Gespa            | Mary Carter Reitano  | Lesley Turner Noelene Turner            | 12−10, 6−3          |
| Guanyadora | 4.   | 9 de novembre de 1960  | Sydney, Austràlia                                      | Gespa            | Mary Carter Reitano  | Lesley Turner Noelene Turne             | 6−3, 7−9, 6−2       |
| Guanyadora | 5.   | 28 de novembre de 1960 | Melbourne (2)                                          | Gespa            | Mary Carter Reitano  | Mary Bevis Hawton Jan Lehane            | 3−6, 6−0, 6−4       |
| Guanyadora | 6.   | 5 de gener de 1961     | Adelaida                                               | Gespa            | Jan Lehane           | Robyn Ebbern Madonna Schacht            | 6−4, 6−1            |
| Guanyadora | 7.   | 17 de gener de 1961    | Australian Championships                               | Gespa            | Mary Carter Reitano  | Mary Bevis Hawton Jan Lehane            | 6−4, 3−6, 7−5       |
| Guanyadora | 8.   | 17 de març de 1961     | Grafton, Austràlia                                     | Terra batuda     | Norma Marsh          | Kaye Dening Lesley Turner               | 2−6, 6−0, 6−1       |
| Finalista  | 8.   | 27 de març de 1961     | Montecarlo, Mònaco                                     | Terra batuda     | Lesley Turner        | Lucia Bassi Maria Teresa Riedl          | 3−6, 4−6            |
| Guanyadora | 9.   | 3 d'abril de 1961      | Niça, França                                           | Terra batuda     | Lesley Turner        | Margaret Hellyer Christiane Mercelis    | 6−3, 6−1            |
| Guanyadora | 10.  | 10 d'abril de 1961     | Ais de Provença, França                                | Terra batuda     | Lesley Turner        | Robyn Ebbern Nell Hall Hopman           | 6−2, 6−1            |
| Guanyadora | 11.  | 17 d'abril de 1961     | París, França                                          | Terra batuda     | Lesley Turner        | Rosemary Gibson Pierrette Seghers       | 6−4, 6−1            |
| Finalista  | 9.   | 7 de maig de 1961      | Turí, Itàlia                                           | Terra batuda     | Mary Carter Reitano  | Lesley Turner Jan Lehane                | 6−2, 1−6, 1−6       |
| Finalista  | 10.  | 5 de juny de 1961      | Manchester, Regne Unit                                 | Gespa            | Jan Lehane           | Sandra Reynolds Renee Schuurman         | 6−1, 5−7, 2−6       |
| Finalista  | 11.  | 12 de juny de 1961     | Kent, Regne Unit                                       | Gespa            | Lesley Turner        | Ann Haydon Christine Truman             | 6−3, 5−7, 7−9       |
| Finalista  | 12.  | 26 de juny de 1961     | Wimbledon, Regne Unit                                  | Gespa            | Jan Lehane           | Karen Hantze Billie Jean Moffitt        | 3−6, 4−6            |
| Finalista  | 13.  | 9 d'agost de 1961      | Hamburg, Alemanya Occidental                           | Terra batuda     | Lesley Turner        | Sandra Reynolds Renee Schuurman         | 5−7, 4−6            |
| Finalista  | 14.  | 15 d'agost de 1961     | Manchester-by-the-Sea, Estats Units                    | Gespa            | Jan Lehane           | Donna Floyd Belmar Gunderson            | 4−6, 6−2, 4−6       |
| Guanyadora | 12.  | 16 d'octubre de 1961   | Rockdale, Austràlia                                    | Terra batuda     | Robyn Ebbern         | Beryl Penrose Dawn Robberds             | 6−3, 6−0            |
| Finalista  | 15.  | 6 de novembre de 1961  | Brisbane                                               | Gespa            | Robyn Ebbern         | Darlene Hard Yola Ramírez               | 4−6, 6−3, 3−6       |
| Guanyadora | 13.  | 19 de novembre de 1961 | Adelaida (2)                                           | Gespa            | Robyn Ebbern         | Jan Lehane Lesley Turner                | 6−7, 6−2, 6−3       |
| Guanyadora | 14.  | 26 de novembre de 1961 | Perth, Austràlia                                       | Gespa            | Robyn Ebbern         | Darlene Hard Yola Ramírez               | 6−3, 6−3            |
| Guanyadora | 15.  | 4 de desembre de 1961  | Melbourne (3)                                          | Gespa            | Robyn Ebbern         | Darlene Hard Yola Ramírez               | 6−3, 7−5            |
| Guanyadora | 16.  | 15 de desembre de 1961 | Sydney (2)                                             | Gespa            | Robyn Ebbern         | Mary Bevis Hawton Mary Carter Reitano   | 6−2, 6−3            |
| Finalista  | 16.  | 28 de desembre de 1961 | Sydney                                                 | Gespa            | Judy Tegart          | Darlene Hard Mary Carter Reitano        | 3−6, 4−6            |
| Guanyadora | 17.  | 15 de gener de 1962    | Australian Championships (2)                           | Gespa            | Robyn Ebbern         | Darlene Hard Mary Carter Reitano        | 6−4, 6−4            |
| Guanyadora | 18.  | 26 de gener de 1962    | Hobart, Austràlia                                      | Gespa            | Robyn Ebbern         | Jill Blackman Kaye Dening               | 6−2, 6−2            |
| Guanyadora | 19.  | 14 de maig de 1962     | Lugano, Suïssa                                         | Terra batuda     | Justina Bricka       | Jan Lehane Lesley Turner                | 6−3, 6−2            |
| Finalista  | 17.  | 21 de maig de 1962     | Internationaux de France, França                       | Terra batuda     | Justina Bricka       | Sandra Reynolds Renee Schuurman         | 4−6, 4−6            |
| Guanyadora | 20.  | 4 de juny de 1962      | Manchester                                             | Gespa            | Justina Bricka       | Billie Jean Moffitt Karen Susman        | 4−6, 6−1, 6−2       |
| Guanyadora | 21.  | 11 de juny de 1962     | Bristol, Regne Unit                                    | Gespa            | Justina Bricka       | Sandra Reynolds Renee Schuurman         | 7−5, 7−5            |
| Guanyadora | 22.  | 18 de juny de 1962     | Londres, Regne Unit                                    | Gespa            | Justina Bricka       | Maria Bueno Darlene Hard                | 6−3, 6−2            |
| Guanyadora | 23.  | 15 de juliol de 1962   | Filadèlfia, Estats Units                               | Gespa            | Justina Bricka       | Margaret Osborne duPont Margaret Varner | 7−5, 6−1            |
| Guanyadora | 24.  | 24 de juliol de 1962   | Haverford, Estats Units                                | Gespa            | Justina Bricka       | Billie Jean Moffitt Karen Susman        | 7−5, 3−6, 8−6       |
| Guanyadora | 25.  | 31 de juliol de 1962   | Orange, Estats Units                                   | Gespa            | Justina Bricka       | Billie Jean Moffitt Karen Susman        | 7−5, 6−4            |
| Guanyadora | 26.  | 13 d'agost de 1962     | Manchester-by-the-Sea                                  | Gespa            | Justina Bricka       | Maria Bueno Darlene Hard                | 6−2, 6−1            |
| Guanyadora | 27.  | 28 de setembre de 1962 | Canberra, Austràlia                                    | Gespa            | Lorraine Plummer     | Caroline Langsford Lesley Turner        | 6−1, 6−2            |
| Finalista  | 18.  | 22 d'octubre de 1962   | Brisbane (2)                                           | Gespa            | Robyn Ebbern         | Jan Lehane Lesley Turner                | 3−6, 5−7            |
| Guanyadora | 28.  | 11 de novembre de 1962 | Adelaida (3)                                           | Gespa            | Robyn Ebbern         | Madonna Schacht Christine Truman        | 6−2, 6−2            |
| Guanyadora | 29.  | 6 de desembre de 1962  | Melbourne (4)                                          | Gespa            | Robyn Ebbern         | Jan Lehane Lesley Turner                | 6−4, 6−0            |
| Guanyadora | 30.  | 9 de gener de 1963     | Australian Championships (3)                           | Gespa            | Robyn Ebbern         | Jan Lehane Lesley Turner                | 6−1, 6−3            |
| Guanyadora | 31.  | 25 de gener de 1963    | Launceston, Austràlia                                  | Gespa            | Robyn Ebbern         | Kaye Dening Lesley Turner               | 6−3, 15−13          |
| Guanyadora | 32.  | 7 de maig de 1963      | Roma, Itàlia                                           | Terra batuda     | Robyn Ebbern         | Sylvana Lazzarino Lea Pericoli          | 6−2, 6−3            |
| Finalista  | 19.  | 13 de maig de 1963     | Internationaux de France (2)                           | Terra batuda     | Robyn Ebbern         | Ann Haydon-Jones Renee Schuurman        | 5−7, 4−6            |
| Guanyadora | 33.  | 26 de maig de 1963     | Berlín, Alemanya Occidental                            | Terra batuda     | Robyn Ebbern         | Inge Pohmann Almut Sturm                | 6−1, 6−0            |
| Guanyadora | 34.  | 3 de juny de 1963      | Barcelona, Espanya                                     | Terra batuda     | Robyn Ebbern         | Carmen Coronado A.M. Estalella-Manso    | 6−1, 6−3            |
| Guanyadora | 35.  | 10 de juny de 1963     | Kent                                                   | Gespa            | Robyn Ebbern         | Jan Lehane Lesley Turner                | 5−7, 6−2, 6−2       |
| Finalista  | 20.  | 24 de juny de 1963     | Wimbledon (2)                                          | Gespa            | Robyn Ebbern         | Maria Bueno Darlene Hard                | 6−8, 7−9            |
| Finalista  | 21.  | 22 de juliol de 1963   | Haverford                                              | Gespa            | Robyn Ebbern         | Maria Bueno Darlene Hard                | 8−6, 14−16, 4−6     |
| Finalista  | 22.  | 29 de juliol de 1963   | Orange                                                 | Gespa            | Robyn Ebbern         | Maria Bueno Darlene Hard                | 5−7, 5−7            |
| Guanyadora | 36.  | 12 d'agost de 1963     | Manchester-by-the-Sea (2)                              | Gespa            | Robyn Ebbern         | Maria Bueno Darlene Hard                | 7−5, 6−4            |
| Guanyadora | 37.  | 28 d'agost de 1963     | US Championships, Estats Units                         | Gespa            | Robyn Ebbern         | Maria Bueno Darlene Hard                | 4−6, 10−8, 6−3      |
| Guanyadora | 38.  | 13 d'octubre de 1963   | Brisbane                                               | Terra batuda     | Jarrott              | Fay Toyne Marlene Wicks                 | 4−6, 6−1, 6−3       |
| Guanyadora | 39.  | 28 d'octubre de 1963   | Brisbane (2)                                           | Gespa            | Robyn Ebbern         | Jan Lehane Lesley Turner                | 11−9, 6−2           |
| Guanyadora | 40.  | 10 de novembre de 1963 | Sydney (3)                                             | Gespa            | Robyn Ebbern         | Jan Lehane Lesley Turner                | 6−4, 6−3            |
| Guanyadora | 41.  | 18 de novembre de 1963 | Adelaida (4)                                           | Gespa            | Robyn Ebbern         | Jan Lehane Lesley Turner                | 6−1, 6−2            |
| Guanyadora | 42.  | 28 de novembre de 1963 | Melbourne (5)                                          | Gespa            | Robyn Ebbern         | Jan Lehane Lesley Turner                | 6−4, 6−1            |
| Guanyadora | 43.  | 26 de desembre de 1963 | Melbourne (6)                                          | Gespa            | Judy Tegart          | Cheryl Begbie Judith Robinson           | 6−0, 6−0            |
| Finalista  | 23.  | 13 de gener de 1964    | Australian Championships (2)                           | Gespa            | Robyn Ebbern         | Judy Tegart Lesley Turner               | 4−6, 4−6            |
| Guanyadora | 44.  | 3 de febrer de 1964    | Auckland                                               | Gespa            | Jan Lehane           | Ethne Green Elizabeth Terry             | 6−2, 6−2            |
| Guanyadora | 45.  | 27 de març de 1964     | Albury, Austràlia                                      | Gespa            | Kerry Melville       | Judy Tegart Lesley Turner               | 6−1, 6−1            |
| Guanyadora | 46.  | 4 de maig de 1964      | Roma (2)                                               | Terra batuda     | Lesley Turner        | Sylvana Lazzarino Lea Pericoli          | 6−1, 6−2            |
| Guanyadora | 47.  | 13 de maig de 1964     | Berlín (2)                                             | Terra batuda     | Lesley Turner        | Nancy Richey Karen Susman               | 7−5, 6−2            |
| Guanyadora | 48.  | 18 de maig de 1964     | Internationaux de France                               | Terra batuda     | Lesley Turner        | Norma Baylon Helga Schultze             | 6−3, 6−0            |
| Finalista  | 24.  | 8 de juny de 1964      | Beckenham, Regne Unit                                  | Gespa            | Val Roberts          | Maria Bueno Robyn Ebbern                | Final no disputada  |
| Guanyadora | 49.  | 22 de juny de 1964     | Wimbledon                                              | Gespa            | Lesley Turner        | Billie Jean Moffitt Karen Susman        | 7−5, 6−2            |
| Guanyadora | 50.  | 8 de juliol de 1964    | Düsseldorf, Alemanya Occidental                        | Terra batuda     | Lesley Turner        | Françoise Dürr Jeanine Lieffrig         | 6−3, 8−10, 6−4      |
| Guanyadora | 51.  | 13 de juliol de 1964   | Gstaad, Suïssa                                         | Terra batuda     | Lesley Turner        | Roberta Beltrame Annette Van Zyl        | 6−4, 6−1            |
| Guanyadora | 52.  | 20 de juliol de 1964   | Hilversum, Països Baixos                               | Terra batuda     | Lesley Turner        | Norma Baylon Annette Van Zyl            | 6−2, 6−2            |
| Guanyadora | 53.  | 30 de juliol de 1964   | Hannover, Alemanya Occidental                          | Terra batuda     | Lesley Turner        | Robyn Ebbern Jan Lehane                 | 6−4, 6−2            |
| Guanyadora | 54.  | 3 d'agost de 1964      | Hamburg                                                | Terra batuda     | Lesley Turner        | Norma Baylon Helga Schultze             | 6−2, 3−6, 6−2       |
| Finalista  | 25.  | 2 de setembre de 1964  | US Championships                                       | Gespa            | Lesley Turner        | Billie Jean Moffitt Karen Susman        | 6−3, 2−6, 4−6       |
| Guanyadora | 55.  | 30 d'octubre de 1964   | Brisbane (2)                                           | Terra batuda     | Lesley Turner        | Robyn Ebbern Gordon                     | 4−6, 6−3, 6−4       |
| Guanyadora | 56.  | 9 de novembre de 1964  | Brisbane (3)                                           | Gespa            | Lesley Turner        | Billie Jean Moffitt Robyn Ebbern        | 5−7, 6−4, 6−1       |
| Finalista  | 26.  | 11 de novembre de 1964 | Sydney (2)                                             | Gespa            | Lesley Turner        | Billie Jean Moffitt Robyn Ebbern        | 4−6, 6−3, 5−7       |
| Finalista  | 27.  | 3 de desembre de 1964  | Melbourne (2)                                          | Gespa            | Judy Tegart          | Billie Jean Moffitt Robyn Ebbern        | 7−9, 6−1, 4−6       |
| Guanyadora | 57.  | 5 de gener de 1965     | Perth (2)                                              | Gespa            | Helen Plaisted       | Robyn Ebbern Dorothy Whitely            | 7−5, 6−4            |
| Guanyadora | 58.  | 22 de gener de 1965    | Australian Championships (4)                           | Gespa            | Lesley Turner        | Robyn Ebbern Billie Jean Moffitt        | 1−6, 6−2, 6−3       |
| Guanyadora | 59.  | 2 de març de 1965      | Miami Beach, Estats Units                              | Terra batuda     | Lesley Turner        | Tory Ann Fretz Farel Footman            | 6−2, 8−6            |
| Guanyadora | 60.  | 9 de març de 1965      | Port-of-Spain, Trinidad i Tobago                       | Terra batuda     | Lesley Turner        | Françoise Dürr Norma Baylon             | 6−3, 6−4            |
| Finalista  | 28.  | 10 de maig de 1965     | Atlanta                                                | Terra batuda     | Lesley Turner        | Nancy Reed Donna Floyd Fales            | Renúncia            |
| Guanyadora | 61.  | 15 de març de 1965     | Barranquilla, Colòmbia                                 | Terra batuda     | Lesley Turner        | Heide Schildknecht Elly Krocke          | 6−3, 6−3            |
| Guanyadora | 62.  | 22 de març de 1965     | Caracas, Veneçuela                                     | Dura             | Lesley Turner        | Françoise Dürr Norma Baylon             | 2−6, 6−0, 6−1       |
| Guanyadora | 63.  | 29 de març de 1965     | Acapulco, Mèxic                                        | Terra batuda     | Lesley Turner        | Rosie Darmon Patricia Reyes             | 6−4, 6−0            |
| Guanyadora | 64.  | 5 d'abril de 1965      | San Juan, Puerto Rico                                  | Dura             | Lesley Turner        | Mary-Ann Eisel Judy Alvarez             | 6−2, 7−5            |
| Guanyadora | 65.  | 12 d'abril de 1965     | St. Petersburg, Estats Units                           | Terra batuda     | Lesley Turner        | Norma Baylon Nancy Richey               | 6−1, 6−3            |
| Guanyadora | 66.  | 19 d'abril de 1965     | Buenos Aires, Argentina                                | Terra batuda     | Lesley Turner        | Mabel Bove Graziela Lombardi            | 6−0, 7−5            |
| Guanyadora | 67.  | 26 d'abril de 1965     | Dallas, Estats Units                                   |                  | Lesley Turner        | Nancy Richey Carole Caldwell            | 6−4, 6−4            |
| Guanyadora | 68.  | 17 de maig de 1965     | Internationaux de France (2)                           | Terra batuda     | Lesley Turner        | Françoise Dürr Jeanine Lieffrig         | 6−3, 6−1            |
| Guanyadora | 69.  | 31 de maig de 1965     | Manchester (2)                                         | Gespa            | Lesley Turner        | Judy Tegart Rita Bentley                | 7−5, 6−4            |
| Finalista  | 29.  | 7 de juny de 1965      | Beckenham (2)                                          | Gespa            | Lesley Turner        | Maria Bueno Billie Jean Moffitt         | 9−7, 5−7, 7−9       |
| Guanyadora | 70.  | 14 de juny de 1965     | Londres (2)                                            | Gespa            | Lesley Turner        | Maria Bueno Billie Jean Moffitt         | 10−8, 6−2           |
| Guanyadora | 71.  | 5 de juliol de 1965    | Birmingham, Regne Unit                                 | Gespa            | Lesley Turner        | Ann Haydon-Jones Judy Tegart            | 6−4, 1−6, 6−2       |
| Guanyadora | 72.  | 12 de juliol de 1965   | Hoylake, Regne Unit                                    | Gespa            | Judy Tegart          | Rita Bentley Jill Blackman              | 6−1, 7−5            |
| Guanyadora | 73.  | 28 de juliol de 1965   | Baden-Baden, Alemanya Occidental                       | Terra batuda     | Lesley Turner        | Annette Van Zyl Heide Schildknecht      | 6−3, 6−2            |
| Guanyadora | 74.  | 2 d'agost de 1965      | Hamburg (2)                                            | Terra batuda     | Lesley Turner        | Maria Bueno Françoise Dürr              | 6−3, 6−1            |
| Guanyadora | 75.  | 11 d'agost de 1965     | Moscou, Unió Soviètica                                 |                  | Judy Tegart          | Francesca Gordigiani Lucia Bassi        | 6−1, 6−1            |
| Guanyadora | 76.  | 23 d'agost de 1965     | Pörtschach, Àustria                                    | Terra batuda     | Sonja Pachta         | Vlasta Kodesova Jitka Horcickova        | 6−3, 6−2            |
| Guanyadora | 77.  | 9 d'octubre de 1965    | Glen Iris (2)                                          | Gespa            | Barbara Jenkins      | Barnett Fay Marriott                    | 6−3, 7−5            |
| Guanyadora | 78.  | 18 d'octubre de 1965   | Sydney (2)                                             | Terra batuda     | Lesley Turner        | Joan Gibson Caroline Langsford          | 6−4, 9−7            |
| Guanyadora | 79.  | 2 de novembre de 1965  | Brisbane (4)                                           | Gespa            | Lesley Turner        | Judy Tegart Carole Caldwell             | 6−4, 4−6, 6−2       |
| Guanyadora | 80.  | 13 de novembre de 1965 | Sydney (4)                                             | Gespa            | Lesley Turner        | Nancy Richey Carole Caldwell            | 6−3, 8−6            |
| Finalista  | 30.  | 26 de novembre de 1965 | Melbourne (3)                                          | Gespa            | Lesley Turner        | Carole Caldwell Nancy Richey            | 6−3, 4−6, 3−6       |
| Guanyadora | 81.  | 4 de gener de 1966     | Perth (3)                                              | Gespa            | Lesley Turner        | Carole Caldwell Nancy Richey            | Renúncia            |
| Finalista  | 31.  | 21 de gener de 1966    | Australian Championships (3)                           | Gespa            | Lesley Turner        | Carole Caldwell Nancy Richey            | 4−6, 5−7            |
| Guanyadora | 82.  | 3 de febrer de 1966    | Auckland (2)                                           | Gespa            | Lesley Turner        | Heather Redwood Elaine Becroft          | 6−2, 6−1            |
| Guanyadora | 83.  | 28 de març de 1966     | Johannesburg, Sud-àfrica                               | Dura             | Annette Van Zyl      | Carole Caldwell Billie Jean King        | 6−4, 6−4            |
| Guanyadora | 84.  | 23 de maig de 1966     | Internationaux de France (3)                           | Terra batuda     | Judy Tegart          | Jill Blackman Fay Toyne                 | 4−6, 6−1, 6−1       |
| Guanyadora | 85.  | 5 de juny de 1966      | Beckenham                                              | Gespa            | Judy Tegart          | Vicky Berner Esme Emanuel               | 6−3, 6−2            |
| Finalista  | 32.  | 27 de juny de 1966     | Wimbledon (3)                                          | Gespa            | Judy Tegart          | Maria Bueno Nancy Richey                | 3−6, 6−4, 4−6       |
| Guanyadora | 86.  | 4 de juliol de 1966    | Dublín, Irlanda                                        | Gespa            | Geraldine Barniville | Elizabeth Starkie Fay Toyne             | 5−7, 6−2, 6−0       |
| Guanyadora | 87.  | 11 de juliol de 1966   | Hoylake (2)                                            | Gespa            | Maria Bueno          | Norma Baylon Annette Van Zyl            | 6−2, 6−1            |
| Guanyadora | 88.  | 1 d'agost de 1966      | Hamburg (3)                                            | Terra batuda     | Ann Haydon-Jones     | Norma Baylon Annette Van Zyl            | 6−3, 6−2            |
| Guanyadora | 89.  | 10 d'agost de 1966     | Múnic, Alemanya Occidental                             | Terra batuda     | Maria Bueno          | Helga Masthoff Heide Schildknecht       | 6−4, 6−3            |
| Finalista  | 33.  | 1 de gener de 1968     | Perth                                                  | Gespa            | Gail Sherriff        | Rosie Casals Billie Jean King           | 6−8, 6−4, 2−6       |
| Guanyadora | 90.  | 8 de gener de 1968     | Hobart (2)                                             | Gespa            | Gail Sherriff        | Mary-Ann Eisel Judy Tegart              | 8−6, 0−6, 6−4       |
| Finalista  | 34.  | 1 d'abril de 1968      | Johannesburg                                           | Dura             | Virginia Wade        | Annette Van Zyl Pat Walkden             | 6−0, 4−6, 5−7       |
| Finalista  | 35.  | 29 d'abril de 1968     | Hurlingham, Regne Unit                                 | Terra batuda     | Virginia Wade        | Annette Van Zyl Pat Walkden             | Final no disputada  |
| Guanyadora | 91.  | 6 de maig de 1968      | Roma (3)                                               | Terra batuda     | Virginia Wade        | Annette Van Zyl Pat Walkden             | 6−2, 7−5            |
| Guanyadora | 92.  | 28 de maig de 1968     | Berlín (3)                                             | Terra batuda     | Virginia Wade        | Helga Masthoff Helga Schultze           | 6−4, 6−3            |
| Guanyadora | 93.  | 3 de juny de 1968      | Manchester (3)                                         | Gespa            | Virginia Wade        | Judy Tegart Betty Rosenquest            | 6−3, 6−4            |
| Guanyadora | 94.  | 10 de juny de 1968     | Beckenham (2)                                          | Gespa            | Maria Bueno          | Françoise Dürr Ann Haydon-Jones         | 6−3, 6−2            |
| Finalista  | 36.  | 8 de juliol de 1968    | Dublín                                                 | Gespa            | Patti Hogan          | Rosie Casals Ann Haydon-Jones           | 3−6, 5−7            |
| Guanyadora | 95.  | 15 de juliol de 1968   | Hoylake (3)                                            | Gespa            | Virginia Wade        | Lesley Turner Pat Walkden               | 8−6, 6−2            |
| Guanyadora | 96.  | 13 d'agost de 1968     | Manchester-by-the-Sea (3)                              | Gespa            | Maria Bueno          | Patti Hogan Peggy Michel                | 6−1, 6−2            |
| Guanyadora | 97.  | 18 d'agost de 1968     | Chestnut Hill, Estats Units                            | Gespa            | Maria Bueno          | Virginia Wade Joyce Barclay             | 6−3, 7−5            |
| Guanyadora | 98.  | 29 d'agost de 1968     | US Open (2)                                            | Gespa            | Maria Bueno          | Rosie Casals Billie Jean King           | 4−6, 9−7, 8−6       |
| Finalista  | 37.  | 14 de setembre de 1968 | Los Angeles, Estats Units                              | Dura (i)         | Maria Bueno          | Françoise Dürr Ann Haydon-Jones         | 3−6, 2−6            |
| Guanyadora | 99.  | 23 de setembre de 1968 | Berkeley, Estats Units                                 | Dura             | Maria Bueno          | Esme Emanuel Maryna Godwin              | 6−2, 6−4            |
| Finalista  | 38.  | 14 d'octubre de 1968   | Stalybridge, Regne Unit                                | Dura             | Pat Walkden          | Mary-Ann Eisel Winnie Shaw              | 6−2, 4−6, 4−6       |
| Guanyadora | 100. | 22 d'octubre de 1968   | Perth, Regne Unit                                      | Dura             | Pat Walkden          | Mary-Ann Eisel Winnie Shaw              | 14−12, 6−4          |
| Guanyadora | 101. | 28 d'octubre de 1968   | Port Talbot, Regne Unit                                | Moqueta (i)      | Pat Walkden          | Mary-Ann Eisel Winnie Shaw              | 6−2, 6−3            |
| Guanyadora | 102. | 4 de novembre de 1968  | Torquay, Regne Unit                                    | Dura (i)         | Pat Walkden          | Mary-Ann Eisel Winnie Shaw              | 6−2, 6−4            |
| Guanyadora | 103. | 21 de novembre de 1968 | Dewar Cup Final, Londres, Regne Unit                   | Moqueta (i)      | Pat Walkden          | Mary-Ann Eisel Winnie Shaw              | 4−6, 6−3, 6−4       |
| Guanyadora | 104. | 1 de gener de 1969     | Perth (4)                                              | Gespa            | Judy Tegart          | Françoise Dürr Ann Haydon-Jones         | 6−4, 6−4            |
| Guanyadora | 105. | 6 de gener de 1969     | Melbourne (7)                                          | Gespa            | Judy Tegart          | Karen Krantzcke Kerry Melville          | 3−6, 6−3, 6−2       |
| Guanyadora | 106. | 13 de gener de 1969    | Sydney (5)                                             | Gespa            | Judy Tegart          | Rosie Casals Billie Jean King           | 15−13, 4−6, 6−3     |
| Guanyadora | 107. | 20 de gener de 1969    | Open d'Austràlia (5)                                   | Gespa            | Judy Tegart          | Rosie Casals Billie Jean King           | 6−4, 6−4            |
| Guanyadora | 108. | 25 de febrer de 1969   | Curaçao, Antilles Neerlandeses                         | Dura             | Judy Tegart          | Julie Heldman Nancy Richey              | 6−4, 6−2            |
| Guanyadora | 109. | 3 de març de 1969      | Caracas (2)                                            | Dura             | Judy Tegart          | Karen Krantzcke Kerry Melville          | 7−5, 8−6            |
| Guanyadora | 110. | 11 de març de 1969     | Barranquilla (2)                                       | Terra batuda     | Judy Tegart          | Karen Krantzcke Kerry Melville          | 6−2, 6−4            |
| Guanyadora | 111. | 19 de març de 1969     | Fort Lauderdale, Estats Units                          | Terra batuda     | Judy Tegart          | Karen Krantzcke Virginia Wade           | 6−3, 3−6, 6−3       |
| Guanyadora | 112. | 7 d'abril de 1969      | Charlotte, Estats Units                                | Terra batuda     | Judy Tegart          | Lesley Turner Mary-Ann Eisel            | 6−4, 6−2            |
| Guanyadora | 113. | 14 d'abril de 1969     | Houston, Estats Units                                  | Terra batuda     | Judy Tegart          | Karen Krantzcke Kerry Melville          | 6−4, 6−3            |
| Guanyadora | 114. | 28 d'abril de 1969     | Bournemouth, Regne Unit                                | Terra batuda     | Judy Tegart          | Ada Bakker Marijke Jansen               | 6−1, 6−4            |
| Finalista  | 39.  | 5 de maig de 1969      | Guildford, Regne Unit                                  | Terra batuda     | Judy Tegart          | Elizabeth James Maryna Godwin           | Renúncia            |
| Finalista  | 40.  | 26 de maig de 1969     | Roland Garros (3)                                      | Terra batuda     | Nancy Richey         | Françoise Dürr Ann Haydon-Jones         | 0−6, 6−4, 5−7       |
| Guanyadora | 115. | 9 de juny de 1969      | Bristol (2)                                            | Gespa            | Judy Tegart          | Rosie Casals Billie Jean King           | 6−4, 6−2            |
| Guanyadora | 116. | 23 de juny de 1969     | Wimbledon (2)                                          | Gespa            | Judy Tegart          | Patti Hogan Peggy Michel                | 9−7, 6−2            |
| Finalista  | 41.  | 7 de juliol de 1969    | Newport, Regne Unit                                    | Gespa            | Pat Walkden          | Mary-Ann Eisel Winnie Shaw              | 4−6, 1−6            |
| Guanyadora | 117. | 14 de juliol de 1969   | Frinton-On-Sea, Regne Unit                             | Gespa            | Robin Blakelock      | Brenda Kirk Wendy Tomlinson             | 6−3, 6−1            |
| Guanyadora | 118. | 28 de juliol de 1969   | Eastbourne, Regne Unit                                 | Gespa            | Judy Tegart          | Christine Janes Nell Truman             | 6−3, 3−6, 6−3       |
| Guanyadora | 119. | 4 d'agost de 1969      | Locust Valley, Estats Units                            | Gespa            | Kerry Harris         | Patti Hogan Peggy Michel                | 8−6, 6−4            |
| Guanyadora | 120. | 11 d'agost de 1969     | Haverford (2)                                          | Gespa            | Virginia Wade        | Gail Sherriff Lesley Hunt               | 6−3, 6−0            |
| Guanyadora | 121. | 16 d'agost de 1969     | Chestnut Hill (2)                                      | Gespa            | Virginia Wade        | Mary-Ann Eisel Valerie Ziegenfuss       | 6−1, 6−3            |
| Finalista  | 42.  | 28 d'agost de 1969     | US Open (2)                                            | Gespa            | Virginia Wade        | Françoise Dürr Darlene Hard             | 6−0, 3−6, 4−6       |
| Guanyadora | 122. | 21 de setembre de 1969 | Berkeley (2)                                           | Dura             | Lesley Hunt          | Kerry Harris Winnie Shaw                | 6−3, 6−4            |
| Finalista  | 43.  | 30 de desembre de 1969 | Perth (2)                                              | Gespa            | Winnie Shaw          | Karen Krantzcke Kerry Melville          | 2−6, 6−3, 3−6       |
| Guanyadora | 123. | 5 de gener de 1970     | Hobart (3)                                             | Gespa            | Judy Tegart-Dalton   | Karen Krantzcke Kerry Melville          | 5−7, 8−6, 6−2       |
| Guanyadora | 124. | 10 de gener de 1970    | Melbourne (8)                                          | Gespa            | Judy Tegart-Dalton   | Karen Krantzcke Kerry Melville          | 6−3, 6−4            |
| Guanyadora | 125. | 19 de gener de 1970    | Open d'Austràlia (6)                                   | Gespa            | Judy Tegart-Dalton   | Karen Krantzcke Kerry Melville          | 6−1, 6−3            |
| Guanyadora | 126. | 27 de gener de 1970    | Auckland (3)                                           | Gespa            | Ann Haydon-Jones     | Karen Krantzcke Kerry Melville          | 6−0, 6−4            |
| Finalista  | 44.  | 6 d'abril de 1970      | Durban, Sud-àfrica                                     | Dura             | Judy Tegart-Dalton   | Rosie Casals Billie Jean King           | 5−7, 3−6            |
| Guanyadora | 127. | 20 d'abril de 1970     | Sutton, Regne Unit                                     | Terra batuda     | Joyce Barclay        | Patricia Edwards Evonne Goolagong       | 6−2, 6−1            |
| Guanyadora | 128. | 27 d'abril de 1970     | Bournemouth (2)                                        | Terra batuda     | Judy Tegart-Dalton   | Rosie Casals Billie Jean King           | 6−2, 6−8, 7−5       |
| Guanyadora | 129. | 4 de maig de 1970      | Guildford                                              | Terra batuda     | Judy Tegart-Dalton   | Karen Krantzcke Pat Walkden             | 6−0, 7−9, 6−4       |
| Guanyadora | 130. | 8 de juny de 1970      | Bristol (3)                                            | Gespa            | Judy Tegart-Dalton   | Karen Krantzcke Kerry Melville          | 6−2, 6−3            |
| Finalista  | 45.  | 13 de juliol de 1970   | Frinton-On-Sea                                         | Gespa            | Robin Blakelock      | Nell Truman Winnie Shaw                 | 4−6, 4−6            |
| Finalista  | 46.  | 27 de juliol de 1970   | Hilversum                                              | Terra batuda     | Helga Masthoff       | Karen Krantzcke Kerry Melville          | 6−3, 7−9, 5−7       |
| Guanyadora | 131. | 10 d'agost de 1970     | Toronto, Canadà                                        | Terra batuda     | Rosie Casals         | Helen Gourlay Pat Walkden               | 6−0, 6−1            |
| Guanyadora | 132. | 2 de setembre de 1970  | US Open (3)                                            | Gespa            | Judy Tegart-Dalton   | Rosie Casals Virginia Wade              | 6−3, 6−4            |
| Guanyadora | 133. | 14 de setembre de 1970 | Charlotte (2)                                          | Terra batuda     | Virginia Wade        | Françoise Dürr Nancy Richey             | 10−1                |
| Guanyadora | 134. | 30 de desembre de 1970 | Perth (5)                                              | Gespa            | Evonne Goolagong     | Winnie Shaw Virginia Wade               | 6−4, 7−5            |
| Guanyadora | 135. | 11 de gener de 1971    | Sydney (6)                                             | Gespa            | Olga Morozova        | Helen Gourlay Kerry Harris              | 6−2, 6−0            |
| Finalista  | 47.  | 25 de gener de 1971    | Melbourne (4)                                          | Gespa            | Olga Morozova        | Helen Gourlay Kerry Harris              | Final no disputada  |
| Guanyadora | 136. | 3 de març de 1971      | Auckland (4)                                           | Gespa            | Evonne Goolagong     | Lesley Turner Winnie Shaw               | 7−6, 6−0            |
| Guanyadora | 137. | 7 de març de 1971      | Open d'Austràlia (7)                                   | Gespa            | Evonne Goolagong     | Joy Emerson Lesley Hunt                 | 6−0, 6−0            |
| Guanyadora | 138. | 29 de març de 1971     | Durban                                                 | Dura             | Evonne Goolagong     | Kerry Harris Winnie Shaw                | 3−6, 6−3, 6−3       |
| Guanyadora | 139. | 5 d'abril de 1971      | Johannesburg (2)                                       | Dura             | Evonne Goolagong     | Brenda Kirk Laura Rossouw               | 6−3, 6−2            |
| Finalista  | 48.  | 10 de maig de 1971     | Hurlingham (2)                                         | Terra batuda     | Evonne Goolagong     | Rosie Casals Billie Jean King           | 1−6, 4−6            |
| Finalista  | 49.  | 17 de maig de 1971     | Bournemouth                                            | Terra batuda     | Evonne Goolagong     | Mary-Ann Eisel Françoise Dürr           | 3−6, 7−5, 4−6       |
| Finalista  | 50.  | 21 de juny de 1971     | Wimbledon (4)                                          | Gespa            | Evonne Goolagong     | Rosie Casals Billie Jean King           | 3−6, 2−6            |
| Finalista  | 51.  | 5 de juliol de 1971    | Dublín (2)                                             | Gespa            | Evonne Goolagong     | Lesley Turner Betty Stöve               | 5−7, 1−6            |
| Finalista  | 52.  | 12 de juliol de 1971   | Hoylake                                                | Gespa            | Evonne Goolagong     | Rosie Casals Billie Jean King           | Renúncia            |
| Guanyadora | 140. | 1 d'agost de 1972      | Cincinnati, Estats Units                               | Terra batuda     | Evonne Goolagong     | Brenda Kirk Pat Pretorius               | 6−4, 6−1            |
| Finalista  | 53.  | 7 d'agost de 1972      | Indianapolis, Estats Units                             | Terra batuda     | Pam Teeguarden       | Evonne Goolagong Lesley Hunt            | 2−6, 1−6            |
| Guanyadora | 141. | 14 d'agost de 1972     | Toronto (2)                                            | Terra batuda     | Evonne Goolagong     | Brenda Kirk Pat Pretorius               | 3−6, 6−3, 7−5       |
| Guanyadora | 142. | 22 d'agost de 1972     | Newport, Estats Units                                  | Gespa            | Lesley Hunt          | Rosie Casals Billie Jean King           | 6−2, 6−2            |
| Finalista  | 54.  | 28 d'agost de 1972     | US Open (3)                                            | Gespa            | Virginia Wade        | Françoise Dürr Betty Stöve              | 3−6, 6−1, 3−6       |
| Finalista  | 55.  | 12 de setembre de 1972 | Charlotte                                              | Terra batuda     | Lesley Hunt          | Françoise Dürr Betty Stöve              | Final no disputada  |
| Finalista  | 56.  | 18 de setembre de 1972 | Albany, Estats Units                                   | Dura             | Lesley Hunt          | Ann Haydon-Jones Billie Jean King       | 5−7, 6−2, 6−7(4)    |
| Guanyadora | 143. | 17 d'octubre de 1972   | Billingham, Regne Unit                                 | Moqueta (i)      | Virginia Wade        | Patti Hogan Sharon Walsh                | 6−3, 6−2            |
| Guanyadora | 144. | 24 d'octubre de 1972   | Edimburg, Regne Unit                                   | Moqueta (i)      | Virginia Wade        | Julie Heldman Betty Stöve               | 6−2, 6−3            |
| Guanyadora | 145. | 31 d'octubre de 1972   | Port Talbot (2)                                        | Moqueta (i)      | Virginia Wade        | Julie Heldman Betty Stöve               | 6−0, 6−3            |
| Guanyadora | 146. | 6 de novembre de 1972  | Torquay (2)                                            | Moqueta (i)      | Virginia Wade        | Brenda Kirk Sharon Walsh                | 6−4, 6−4            |
| Guanyadora | 147. | 16 de novembre de 1972 | Dewar Cup Final, Londres (2)                           | Moqueta (i)      | Virginia Wade        | Brenda Kirk Sharon Walsh                | 6−1, 6−4            |
| Guanyadora | 148. | 4 de desembre de 1972  | Perth (6)                                              | Gespa            | Kazuko Sawamatsu     | Evonne Goolagong Lesley Hunt            | 6−2, 6−3            |
| Guanyadora | 149. | 26 de desembre de 1972 | Open d'Austràlia (8)                                   | Gespa            | Virginia Wade        | Kerry Harris Kerry Melville             | 6−4, 6−4            |
| Guanyadora | 150. | 16 de gener de 1973    | Stanford, Estats Units                                 | Moqueta (i)      | Lesley Hunt          | Wendy Overton Valerie Ziegenfuss        | 6−1, 7−5            |
| Finalista  | 57.  | 23 de gener de 1973    | Los Angeles (2)                                        | Moqueta (i)      | Lesley Hunt          | Rosie Casals Julie Heldman              | Renúncia            |
| Finalista  | 58.  | 19 de febrer de 1973   | Indianapolis (2)                                       | Moqueta (i)      | Lesley Hunt          | Rosie Casals Billie Jean King           | 6−7, 4−6            |
| Guanyadora | 151. | 12 de març de 1973     | Richmond, Estats Units                                 | Terra batuda (i) | Lesley Hunt          | Karen Krantzcke Betty Stöve             | 6−2, 7−6            |
| Guanyadora | 152. | 2 d'abril de 1973      | Filadèlfia (2)                                         | Dura (i)         | Lesley Hunt          | Françoise Dürr Betty Stöve              | 6−1, 3−6, 6−2       |
| Guanyadora | 153. | 21 de maig de 1973     | Roland Garros (4)                                      | Terra batuda     | Virginia Wade        | Françoise Dürr Betty Stöve              | 6−2, 6−3            |
| Guanyadora | 154. | 9 de juliol de 1973    | Dublín (2)                                             | Gespa            | Virginia Wade        | Helen Gourlay Karen Krantzcke           | 8−7, 3−6, 6−4       |
| Guanyadora | 155. | 27 d'agost de 1973     | US Open (4)                                            | Gespa            | Virginia Wade        | Rosie Casals Billie Jean King           | 3−6, 6−3, 7−5       |
| Guanyadora | 156. | 9 de setembre de 1973  | Hilton Head, Estats Units                              | Dura             | Evonne Goolagong     | Chris Evert Billie Jean King            | 3−6, 6−3, 6−4       |
| Guanyadora | 157. | 15 d'octubre de 1973   | Virginia Slims Championships, Boca Raton, Estats Units | Terra batuda     | Rosie Casals         | Françoise Dürr Betty Stöve              | 6−2, 6−4            |
| Finalista  | 59.  | 10 de desembre de 1973 | Perth (3)                                              | Gespa            | Janet Young          | Evonne Goolagong Peggy Michel           | Renúncia            |
| Finalista  | 60.  | 14 de novembre de 1974 | Johannesburg (2)                                       | Dura             | Dianne Fromholtz     | Ilana Kloss Kerry Melville              | 3−6, 5−7            |
| Finalista  | 61.  | 21 de desembre de 1974 | Open d'Austràlia (4)                                   | Gespa            | Olga Morozova        | Evonne Goolagong Peggy Michel           | 6−7, 6−7            |
| Finalista  | 62.  | 10 de febrer de 1975   | Chicago, Estats Units                                  | Moqueta (i)      | Olga Morozova        | Chris Evert Martina Navrátilová         | 2−6, 6−7            |
| Guanyadora | 158. | 9 d'abril de 1975      | Doubles Championships, Tòquio, Japó                    | Moqueta (i)      | Virginia Wade        | Rosie Casals Billie Jean King           | 6−7(2), 7−6(2), 6−2 |
| Guanyadora | 159. | 11 d'agost de 1975     | Toronto (3)                                            | Terra batuda     | Julie Anthony        | Joanne Russell Jane Stratton            | 6−2, 6−4            |
| Finalista  | 63.  | 18 d'agost de 1975     | Harrison, Estats Units                                 | Terra batuda     | Virginia Wade        | Chris Evert Martina Navrátilová         | 5−7, 7−6, 4−6       |
| Guanyadora | 160. | 25 d'agost de 1975     | US Open (5)                                            | Terra batuda     | Virginia Wade        | Rosie Casals Billie Jean King           | 7−5, 2−6, 7−6       |
| Guanyadora | 161. | 16 de setembre de 1975 | Tòquio, Japó                                           | Moqueta (i)      | Evonne Goolagong     | Helen Gourlay Ann Kiyomura              | 6−1, 7−5            |
| Guanyadora | 162. | 6 de desembre de 1976  | Melbourne (9)                                          | Gespa            | Betty Stöve          | Linky Boshoff Ilana Kloss               | 6−2, 6−4            |
| Finalista  | 64.  | 7 de febrer de 1977    | Chicago (2)                                            | Moqueta (i)      | Betty Stöve          | Rosie Casals Chris Evert                | 3−6, 4−6            |

### Dobles mixts: 81 (61−20)
| Títols per superfície |
| --------------------- |
| Dura (7−3)            |
| Gespa (36−13)         |
| Terra batuda (17−4)   |

| Resultat   | Núm. | Data                   | Torneig                              | Superfície   | Parella         | Oponent                               | Marcador           |
| ---------- | ---- | ---------------------- | ------------------------------------ | ------------ | --------------- | ------------------------------------- | ------------------ |
| Finalista  | 1.   | 9 de febrer de 1960    | Auckland, Nova Zelanda               | Gespa        | Alan Burns      | Ruia Morrison Peter Nicholls          | 5−7, 3−6           |
| Finalista  | 2.   | 17 de març de 1961     | Grafton, Austràlia                   | Terra batuda | Ken Binns       | Lesley Turner Fred Stolle             | 1−6, 6−8           |
| Guanyadora | 1.   | 3 d'abril de 1961      | Niça, França                         | Terra batuda | Gardnar Mulloy  | ·                                     |                    |
| Guanyadora | 2.   | 7 de maig de 1961      | Turí, Itàlia                         | Terra batuda | Roy Emerson     | Jan Lehane Bob Hewitt                 | 6−1, 6−1           |
| Guanyadora | 3.   | 1 de setembre de 1961  | US Championships, Estats Units       | Gespa        | Bob Mark        | Darlene Hard Dennis Ralston           | Renúncia           |
| Guanyadora | 4.   | 26 de novembre de 1961 | Perth, Austràlia                     | Gespa        | Neale Fraser    | ·                                     |                    |
| Finalista  | 3.   | 26 de gener de 1962    | Hobart, Austràlia                    | Gespa        |                 | ·                                     | Final no disputada |
| Finalista  | 4.   | 22 de novembre de 1962 | Sydney, Austràlia                    | Gespa        |                 | ·                                     | Final no disputada |
| Guanyadora | 5.   | 24 de juliol de 1962   | Haverford, Estats Units              | Gespa        | Fred Stolle     | ·                                     |                    |
| Guanyadora | 6.   | 31 d'agost de 1962     | US Championships (2)                 | Gespa        | Fred Stolle     | Lesley Turner Frank Froehling         | 7−5, 6−2           |
| Guanyadora | 7.   | 28 de setembre de 1962 | Camberra, Austràlia                  | Gespa        | Geoff Pollard   | Kaye Dening Desmond Shaw              |                    |
| Guanyadora | 8.   | 9 de desembre de 1963  | Australian Championships, Austràlia  | Gespa        | Ken Fletcher    | Lesley Turner Fred Stolle             | 7−5, 5−7, 6−4      |
| Guanyadora | 9.   | 25 de gener de 1963    | Launceston, Austràlia                | Gespa        | Roger Taylor    | ·                                     |                    |
| Guanyadora | 10.  | 29 d'abril de 1963     | Nàpols, Itàlia                       | Terra batuda | Ken Fletcher    | Jan Lehane Robert Howe                | Renúncia           |
| Guanyadora | 11.  | 13 de maig de 1963     | Internationaux de France, França     | Terra batuda | Ken Fletcher    | Lesley Turner Fred Stolle             | 6−1, 6−2           |
| Guanyadora | 12.  | 24 de juny de 1963     | Wimbledon, Regne Unit                | Gespa        | Ken Fletcher    | Darlene Hard Bob Hewitt               | 11−9, 6−4          |
| Guanyadora | 13.  | 28 d'agost de 1963     | US Championships (3)                 | Gespa        | Ken Fletcher    | Judy Tegart Ed Rubinoff               | 3−6, 8−6, 6−2      |
| Guanyadora | 14.  | 13 d'octubre de 1963   | Brisbane, Austràlia                  | Terra batuda | Blundell        | ·                                     | Renúncia           |
| Guanyadora | 15.  | 28 d'octubre de 1963   | Brisbane                             | Gespa        | Ken Fletcher    | ·                                     | Renúncia           |
| Guanyadora | 16.  | 10 de novembre de 1963 | Sydney                               | Gespa        | Ken Fletcher    | ·                                     | Renúncia           |
| Guanyadora | 17.  | 18 de novembre de 1963 | Adelaida, Austràlia                  | Gespa        | Ken Fletcher    | ·                                     | Renúncia           |
| Guanyadora | 18.  | 28 de novembre de 1963 | Melbourne, Austràlia                 | Gespa        | Pierre Darmon   | ·                                     | Renúncia           |
| Guanyadora | 19.  | 13 de gener de 1964    | Australian Championships (2)         | Gespa        | Ken Fletcher    | Jan Lehane Mike Sangster              | 6−3, 6−2           |
| Guanyadora | 20.  | 3 de febrer de 1964    | Auckland                             | Gespa        | Fred Stolle     | Jan Lehane John Newcombe              | 6−4, 6−4           |
| Guanyadora | 21.  | 27 de març de 1964     | Albury, Austràlia                    | Gespa        | Douglas Smith   | Robyn Ebbern Owen Davidson            | 6−2, 9−7           |
| Finalista  | 5.   | 27 d'abril de 1964     | Reggio de Calàbria, Itàlia           | Terra batuda | John Newcombe   | Robyn Ebbern Bob Hewitt               | 3−6, 3−6           |
| Guanyadora | 22.  | 4 de maig de 1964      | Roma, Itàlia                         | Terra batuda | John Newcombe   | Maria Bueno Thomaz Koch               | 3−6, 7−5, 6−2      |
| Guanyadora | 23.  | 18 de maig de 1964     | Internationaux de France (2)         | Terra batuda | Ken Fletcher    | Lesley Turner Fred Stolle             | 6−3, 6−4           |
| Guanyadora | 24.  | 1 de juny de 1964      | Lausana, Suïssa                      | Terra batuda | John Newcombe   | ·                                     | Renúncia           |
| Finalista  | 6.   | 22 de juny de 1964     | Wimbledon                            | Gespa        | Ken Fletcher    | Lesley Turner Fred Stolle             | 4−6, 4−6           |
| Guanyadora | 25.  | 2 de setembre de 1964  | US Championships (4)                 | Gespa        | John Newcombe   | Judy Tegart Ed Rubinoff               | 10−8, 4−6, 6−3     |
| Guanyadora | 26.  | 30 d'octubre de 1964   | Brisbane (2)                         | Terra batuda | Ken Fletcher    | Robyn Ebbern Owen Davidson            | 6−4, 9−7           |
| Guanyadora | 27.  | 19 de novembre de 1964 | Sydney (2)                           | Gespa        | Pierre Darmon   | ·                                     | Renúncia           |
| Guanyadora | 28.  | 3 de desembre de 1964  | Melbourne (2)                        | Gespa        | Pierre Darmon   | ·                                     | Renúncia           |
| Finalista  | 7.   | 22 de gener de 1965    | Australian Championships             | Gespa        | John Newcombe   | Robyn Ebbern Owen Davidson            | Final no disputada |
| Guanyadora | 29.  | 22 de març de 1965     | Caracas, Veneçuela                   | Dura         | Dennis Ralston  | Betty Stöve Nicky Kalogeropoulos      | 6−4, 6−4           |
| Guanyadora | 30.  | 19 d'abril de 1965     | Buenos Aires, Argentina              | Terra batuda | Enrique Morea   | Lesley Turner Julián Ganzábal         | 6−1, 8−6           |
| Guanyadora | 31.  | 17 de maig de 1965     | Internationaux de France (3)         | Terra batuda | Ken Fletcher    | Maria Bueno John Newcombe             | 6−4, 6−4           |
| Guanyadora | 32.  | 21 de juny de 1965     | Wimbledon (2)                        | Gespa        | Ken Fletcher    | Judy Tegart Tony Roche                | 12−10, 6−3         |
| Guanyadora | 33.  | 12 de juliol de 1965   | Hoylake, Regne Unit                  | Gespa        | Robert Howe     | Pat Walkden Isaías Pimentel           | 6−1, 6−2           |
| Guanyadora | 34.  | 2 d'agost de 1965      | Hamburg, Alemanya Occidental         | Terra batuda | Neale Fraser    | Carmen Coronado José Edison Mandarino | 6−4, 7−5           |
| Guanyadora | 35.  | 11 d'agost de 1965     | Moscou, Unió Soviètica               |              | Robert Howe     | Galina Baksheeva Toomas Leius         | 6−4, 6−2           |
| Guanyadora | 36.  | 23 d'agost de 1965     | Pörtschach, Àustria                  | Terra batuda | Robert Howe     | Norma Baylon Boro Jovanović           | 6−3, 6−1           |
| Guanyadora | 37.  | 3 de setembre de 1965  | US Championships (5)                 | Gespa        | Fred Stolle     | Judy Tegart Frank Froehling           | 6−4, 6−4           |
| Guanyadora | 38.  | 3 de febrer de 1966    | Auckland (2)                         | Gespa        | Ray Ruffels     | Lesley Turner Roger Taylor            | 3−6, 6−3, 6−1      |
| Guanyadora | 39.  | 28 de març de 1966     | Johannesburg, Sud-àfrica             | Dura         | Fred Stolle     | Billie Jean King Frew McMillan        | 6−4, 7−5           |
| Guanyadora | 40.  | 27 de juny de 1966     | Wimbledon (3)                        | Gespa        | Ken Fletcher    | Billie Jean King Dennis Ralston       | 4−6, 6−3, 6−3      |
| Guanyadora | 41.  | 1 d'agost de 1966      | Hamburg (2)                          | Terra batuda | John Newcombe   | Maria Bueno Fred Stolle               | 4−6, 7−5, 6−3      |
| Finalista  | 8.   | 2 de gener de 1967     | Perth                                | Gespa        | Brian Bowman    | Gail Sherriff Tony Roche              | 7−9, 4−6           |
| Guanyadora | 42.  | 1 de gener de 1968     | Perth (2)                            | Gespa        | Brian Bowman    | Billie Jean King Ray Ruffels          | 5−7, 6−4, 6−4      |
| Guanyadora | 43.  | 8 de gener de 1968     | Hobart                               | Gespa        | Graham Stilwell | Mary-Ann Eisel Peter Curtis           | 6−2, 6−2           |
| Finalista  | 9.   | 19 de gener de 1968    | Australian Championships (2)         | Gespa        | Allan Stone     | Billie Jean King Dick Crealy          | Renúncia           |
| Guanyadora | 44.  | 21 de març de 1968     | Kampala, Uganda                      | Gespa        | Ken Fletcher    | Virginia Wade Allan Stone             | 8−6, 6−4           |
| Finalista  | 10.  | 1 d'abril de 1968      | Johannesburg                         | Dura         | Bob Hewitt      | Pat Walkden Marty Riessen             | 8−6, 4−6, 4−6      |
| Guanyadora | 45.  | 6 de maig de 1968      | Roma (2)                             | Terra batuda | Marty Riessen   | Virginia Wade Tom Okker               | 8−6, 6−3           |
| Finalista  | 11.  | 28 de maig de 1968     | Berlín, Alemanya Occidental          | Terra batuda | Marty Riessen   | Virginia Wade Tom Okker               | 3−6, 6−2, 2−6      |
| Finalista  | 12.  | 3 de juny de 1968      | Manchester, Regne Unit               | Gespa        |                 | ·                                     | Final no disputada |
| Guanyadora | 46.  | 24 de juny de 1968     | Wimbledon (4)                        | Gespa        | Ken Fletcher    | Olga Morozova Alex Metreveli          | 6−1, 14−12         |
| Guanyadora | 47.  | 8 de juliol de 1968    | Dublín, Irlanda                      | Gespa        | Ken Fletcher    | Ann Haydon-Jones Tom Okker            | 6−4, 6−3           |
| Finalista  | 13.  | 15 de juliol de 1968   | Hoylake                              | Gespa        | Ken Fletcher    | Virginia Wade Robert Howe             | Final no disputada |
| Finalista  | 14.  | 22 de juliol de 1968   | Hilversum, Països Baixos             | Terra batuda | Tom Okker       | Annette Van Zyl Robert Maud           | 3−6, 5−7           |
| Guanyadora | 48.  | 23 de setembre de 1968 | Berkeley, Estats Units               | Dura         | Stan Smith      | Judy Tegart Jim McManus               | 8−10, 6−2, 6−2     |
| Guanyadora | 49.  | 11 de novembre de 1968 | Dewar Cup Final, Londres, Regne Unit | Dura         | Stan Smith      | Mary-Ann Eisel Peter Curtis           | 5−7, 7−5, 8−6      |
| Guanyadora | 50.  | 20 de gener de 1969    | Open d'Austràlia (3)                 | Gespa        | Marty Riessen   | Ann Haydon-Jones Fred Stolle          | Final no disputada |
| Guanyadora | 51.  | 26 de maig de 1969     | Internationaux de France (4)         | Terra batuda | Marty Riessen   | Françoise Dürr Jean-Claude Barclay    | 6−3, 6−2           |
| Guanyadora | 52.  | 7 de juliol de 1969    | Newport, Regne Unit                  | Gespa        | Mark Cox        | Winnie Shaw Gerald Battrick           | 6−4, 1−6, 6−2      |
| Guanyadora | 53.  | 28 d'agost de 1969     | US Open (6)                          | Gespa        | Marty Riessen   | Françoise Dürr Dennis Ralston         | 7−5, 6−3           |
| Finalista  | 15.  | 27 de gener de 1970    | Auckland (2)                         | Gespa        | Tom Okker       | Ann Haydon-Jones Dick Crealy          | Final no disputada |
| Guanyadora | 54.  | 22 de març de 1970     | Johannesburg (2)                     | Dura         | Marty Riessen   | Pat Walkden Frew McMillan             | 7−5, 3−6, 7−5      |
| Finalista  | 16.  | 6 d'abril de 1970      | Durban, Sud-àfrica                   | Dura         | Marty Riessen   | Billie Jean King Bob Hewitt           | 3−6, 4−6           |
| Guanyadora | 55.  | 20 de juliol de 1970   | Budapest, Hongria                    | Terra batuda | Robert Howe     | Barbara Kral Wiesław Gąsiorek         | 6−1, 6−1           |
| Guanyadora | 56.  | 2 de setembre de 1970  | US Open (7)                          | Gespa        | Marty Riessen   | Judy Tegart-Dalton Frew McMillan      | 6−4, 6−4           |
| Guanyadora | 57.  | 3 de març de 1971      | Auckland (3)                         | Gespa        | Colin Dibley    | Lesley Turner Bill Bowrey             | 6−2, 6−1           |
| Guanyadora | 58.  | 5 d'abril de 1971      | Johannesburg (3)                     | Dura         | Fred Stolle     | Pat Walkden Ray Ruffels               | 6−3, 7−6           |
| Finalista  | 17.  | 21 de juny de 1971     | Wimbledon (2)                        | Gespa        | Marty Riessen   | Billie Jean King Owen Davidson        | 6−3, 2−6, 13−15    |
| Finalista  | 18.  | 5 de juliol de 1971    | Dublín                               | Gespa        | Owen Davidson   | Evonne Goolagong Fred Stolle          | 3−6, 2−6           |
| Guanyadora | 59.  | 28 d'agost de 1972     | US Open (8)                          | Gespa        | Marty Riessen   | Rosie Casals Ilie Năstase             | 6−3, 7−5           |
| Finalista  | 19.  | 27 d'agost de 1973     | US Open                              | Gespa        | Marty Riessen   | Billie Jean King Owen Davidson        | 3−6, 6−3, 6−7      |
| Guanyadora | 60.  | 14 de novembre de 1974 | Johannesburg (4)                     | Dura         | Marty Riessen   | Ilana Kloss Jürgen Fassbender         | 6−0, 6−2           |
| Finalista  | 20.  | 3 de maig de 1975      | Scottsdale, Estats Units             | Dura         | Frank Sedgman   | Billie Jean King Tony Trabert         | 4−6, 2−6           |
| Guanyadora | 61.  | 23 de juny de 1975     | Wimbledon (5)                        | Gespa        | Marty Riessen   | Betty Stöve Allan Stone               | 6−4, 7−5           |

### Equips: 6 (4−2)
| Resultat   | Núm. | Data                    | Torneig                                  | Superfície   | Equip                        | Oponents                                         | Marcador |
| ---------- | ---- | ----------------------- | ---------------------------------------- | ------------ | ---------------------------- | ------------------------------------------------ | -------- |
| Finalista  | 1.   | 20 de juny de 1963      | Copa Federació, Londres, Regne Unit      | Gespa        | Lesley Turner                | Carole Caldwell Darlene Hard Billie Jean Moffitt | 1−2      |
| Guanyadora | 1.   | 5 de setembre de 1964   | Copa Federació, Filadèlfia, Estats Units | Gespa        | Robyn Ebbern Lesley Turner   | Billie Jean Moffitt Nancy Richey Karen Susman    | 2−1      |
| Guanyadora | 2.   | 18 de gener de 1965     | Copa Federació, Melbourne, Austràlia (2) | Gespa        | Judy Tegart Lesley Turner    | Carole Graebner Billie Jean Moffitt              | 2−1      |
| Guanyadora | 3.   | 21 − 26 de maig de 1968 | Copa Federació, París, França (3)        | Terra batuda | Kerry Melville               | Marijke Jansen Astrid Suurbeck Lidy Venneboer    | 3−0      |
| Finalista  | 2.   | 25 de maig de 1969      | Copa Federació, Atenes, Grècia (2)       | Terra batuda | Kerry Melville Judy Tegart   | Peaches Bartkowicz Julie Heldman Nancy Richey    | 1−2      |
| Guanyadora | 4.   | 29 de desembre de 1970  | Copa Federació, Perth, Austràlia (4)     | Gespa        | Evonne Goolagong Lesley Hunt | Ann Jones Winnie Shaw Virginia Wade              | 3−0      |

## Trajectòria

### Individual
| Torneig | 1959 | 1960 | 1961 | 1962 | 1963 | 1964 | 1965 | 1966 | 1967 | 1968 | 1969 | 1970 | 1971 | 1972 | 1973 | 1974 | 1975 | Títols  |
| --- | ---- | ---- | ---- | ---- | ---- | ---- | ---- | ---- | ---- | ---- | ---- | ---- | ---- | ---- | ---- | ---- | ---- | ------- |
| Australian Championships                                                                                                   | 2R   | G    | G    | G    | G    | G    | G    | G    | A    | F    | G    | G    | G    | A    | G    | A    | QF   | 11 / 14 |
| Internationaux de France                                                                                                   | A    | A    | QF   | G    | QF   | G    | F    | SF   | A    | A    | G    | G    | 3R   | A    | G    | A    | A    | 5 / 10  |
| Wimbledon | A    | A    | QF   | 2R   | G    | F    | G    | SF   | A    | QF   | SF   | G    | F    | A    | SF   | A    | SF   | 3 / 12  |
| US Championships | A    | A    | SF   | G    | F    | 4R   | G    | A    | A    | QF   | G    | G    | A    | SF   | G    | A    | QF   | 5 / 11  |
| Llegenda: G: Guanyadora; F: Finalista; SF: Semifinalista; QF: Quarts de final; Q: Qualificació; A: Absent; RR: Round Robin |      |      |      |      |      |      |      |      |      |      |      |      |      |      |      |      |      |         |

### Dobles femenins
| Torneig | 1959 | 1960 | 1961 | 1962 | 1963 | 1964 | 1965 | 1966 | 1967 | 1968 | 1969 | 1970 | 1971 | 1972 | 1973 | 1974 | 1975 | 1976 | Títols |
| --- | ---- | ---- | ---- | ---- | ---- | ---- | ---- | ---- | ---- | ---- | ---- | ---- | ---- | ---- | ---- | ---- | ---- | ---- | ------ |
| Australian Championships                                                                                                   | A    | F    | G    | G    | G    | F    | G    | F    | A    | SF   | G    | G    | G    | A    | G    | A    | F    | QF   | 8 / 14 |
| Internationaux de France                                                                                                   | A    | A    | 3R   | F    | F    | G    | G    | G    | A    | A    | F    | SF   | SF   | A    | G    | A    | A    | A    | 4 / 10 |
| Wimbledon | A    | A    | F    | SF   | F    | G    | 3R   | F    | A    | QF   | G    | QF   | F    | A    | QF   | A    | QF   | A    | 2 / 12 |
| US Championships | A    | A    | 2R   | QF   | G    | F    | A    | A    | A    | G    | F    | G    | A    | F    | G    | A    | G    | A    | 5 / 10 |
| Llegenda: G: Guanyadora; F: Finalista; SF: Semifinalista; QF: Quarts de final; Q: Qualificació; A: Absent; RR: Round Robin |      |      |      |      |      |      |      |      |      |      |      |      |      |      |      |      |      |      |        |

### Dobles mixts
| Torneig | 1959 | 1960 | 1961 | 1962 | 1963 | 1964 | 1965 | 1966 | 1967 | 1968 | 1969 | 1970        | 1971        | 1972        | 1973        | 1974        | 1975        | Títols |
| --- | ---- | ---- | ---- | ---- | ---- | ---- | ---- | ---- | ---- | ---- | ---- | ----------- | ----------- | ----------- | ----------- | ----------- | ----------- | ------ |
| Australian Championships | A    | A    | A    | A    | G    | G    | G    | SF   | A    | F    | G    | No celebrat | No celebrat | No celebrat | No celebrat | No celebrat | No celebrat | 4 / 6  |
| Internationaux de France | A    | A    | SF   | A    | G    | G    | G    | 3R   | A    | A    | G    | SF          | 3R          | A           | A           | A           | A           | 4 / 8  |
| Wimbledon | A    | A    | SF   | A    | G    | F    | G    | G    | A    | G    | SF   | 2R          | A           | A           | F           | A           | G           | 5 / 10 |
| US Championships | A    | A    | G    | G    | G    | G    | G    | A    | A    | A    | G    | G           | A           | G           | F           | A           | SF          | 8 / 10 |
| Llegenda: G: Guanyadora; F: Finalista; SF: Semifinalista; QF: Quarts de final; Q: Qualificació; A: Absent; RR: Round Robin; NC: No celebrat |      |      |      |      |      |      |      |      |      |      |      |             |             |             |             |             |             |        |

## Guardons
- Membre de l'Orde de l'Imperi Britànic (MBE) (1967).
- Oficial de l'Orde d'Austràlia (AO) (2007)
- Centenary Medal (2001)
- Victorian Honour Roll of Women (2001)
- International Tennis Hall of Fame (1979)
- Sport Australia Hall of Fame (1985)
- Legend Sport Australia Hall of Fame (1998)
- Australian Tennis Hall of Fame (1993)
- Philippe Chatrier Award (2006)
- ABC Sportsman of the Year Award (1963, 1970)